# 2017年のワールドシリーズ
2017年の野球において、メジャーリーグベースボール（MLB）優勝決定戦の第113回ワールドシリーズ（英語: 113th World Series）は、10月24日から11月1日にかけて計7試合が開催された。その結果、ヒューストン・アストロズ（アメリカンリーグ）がロサンゼルス・ドジャース（ナショナルリーグ）を4勝3敗で下し、球団創設56年目で初の優勝を果たした。
レギュラーシーズンで100勝以上を挙げた球団どうしがワールドシリーズで対戦するのは、1970年以来47年ぶり8度目。今シリーズは本塁打が特に多く、両チーム合計での1試合の本塁打数（第2戦＝8）、シリーズを通じての総本塁打数（25）や本塁打を放った選手の数（14）、1チーム単位でのシリーズ総本塁打数（アストロズ＝15）など、複数の記録が塗り替えられた。シリーズMVPには、個人としてシリーズ史上最多タイの5本塁打を放ち、打率.379・7打点・OPS 1.471という成績を残した、アストロズのジョージ・スプリンガーが選出された。ただ今シリーズから2年後、当時のアストロズが電子機器を用いた不正な方法でサイン盗みをしていたことが発覚する。MLB機構による処分では今シリーズの優勝が剥奪されることはなかったが、その決定は他球団選手をはじめとする球界の批判を集め、優勝の正当性には疑問符がつけられることとなった。
MLB機構はこの年、史上初めてポストシーズンの全シリーズに冠スポンサーを募った。ワールドシリーズについては、Google傘下動画投稿サイトのテレビ放送配信サービス "YouTube TV" がスポンサー権を獲得しており、大会名はワールドシリーズ presented by YouTube TV（英語: World Series presented by YouTube TV）となる。

## ワールドシリーズまでの道のり

### 両チームの2017年
10月19日にまずナショナルリーグでドジャース（西地区）が、そして21日にはアメリカンリーグでアストロズ（西地区）が、それぞれリーグ優勝を決めてワールドシリーズへ駒を進めた。
ドジャースは直近4年連続で90勝以上を挙げて地区優勝しながら、ワールドシリーズ進出は逃し続けていた。オフの動きは新戦力獲得よりもFA選手引き留めが優先され、先発投手リッチ・ヒルや内野手ジャスティン・ターナー、抑え投手ケンリー・ジャンセンらと複数年の再契約を結んだ。2017年は開幕から9勝11敗と足踏みしたものの、新人野手コディ・ベリンジャーがデビューした4月25日以降は好転、コロラド・ロッキーズやアリゾナ・ダイヤモンドバックスを抜いて地区首位に浮上した。彼のデビューから前半戦終了までチームは52勝18敗の高勝率を記録、彼自身もその間に一塁と外野を兼任しながら20本塁打超、チーム最多打点と活躍した。7月31日のトレードでは怪我人続出の先発ローテーションへダルビッシュ有を加え、2位ダイヤモンドバックスとのゲーム差を前半戦終了時の7.5から、8月下旬には最大21.0まで広げる。その後は5連敗→1勝→11連敗と不振に陥ったが、その11連敗を止めた9月12日にポストシーズン出場を決め、最終的には104勝58敗で地区5連覇かつ30球団最高勝率となった。平均得点4.75はリーグ6位、防御率3.38はリーグ最高。ベリンジャーやターナーが打撃で好成績を残したことのほか、複数のユーティリティープレイヤーを擁し選手起用の幅を広げたことも大きかった。ポストシーズンでは、ダイヤモンドバックスとの地区シリーズを3勝0敗で制すると、シカゴ・カブスとのリーグ優勝決定戦にも4勝1敗で勝利し、同じ顔合わせで敗れた前年の雪辱を果たした。
アストロズは2016年、84勝78敗の地区3位でポストシーズンには5.0ゲーム差届かなかったが、チームの中核となる選手が次々と台頭してきていた。オフには彼らの脇を固めるベテラン野手として捕手ブライアン・マッキャンや指名打者カルロス・ベルトランらを獲得したが、その一方で先発ローテーションの補強は進まずエース不在の陣容となった。2017年は11試合目でロサンゼルス・エンゼルスを抜いて地区単独首位へ立つと、その後も勝利数を伸ばしていく。5月下旬から6月上旬にかけては11連勝を記録し、MLB史上16年ぶりの開幕58戦42勝を達成、前半戦終了時には60勝29敗で2位テキサス・レンジャーズに16.5ゲーム差をつけた。7月31日のトレード期限までには目立った補強を行わず、失望を公然と口にする選手もいたが、8月下旬にはウェイバーを介してジャスティン・バーランダーを獲得、エースとして迎え入れた。後半戦も、2位とのゲーム差が1桁に縮まることなく進んでいく。9月17日にはバーランダーが7回1失点と好投して地区優勝を決め、その後は101勝61敗まで勝率を伸ばしてレギュラーシーズンを終えた。平均得点5.53はリーグ最高、防御率4.12はリーグ5位。カルロス・コレアら若手の成長や補強組の活躍などにより形成された強力打線は、本塁打の多さと三振の少なさを両立させ、70打点以上が7人という高い得点力を有していた。地区シリーズではボストン・レッドソックスを3勝1敗で、リーグ優勝決定戦ではニューヨーク・ヤンキースを4勝3敗で、それぞれ下した。

### ホームフィールド・アドバンテージ
2016年のシーズン終了後、MLB機構と選手会との間で新たな労使協定が締結された。この新協定により今回から、ワールドシリーズの第1・2・6・7戦を本拠地で開催できる "ホームフィールド・アドバンテージ" は、レギュラーシーズンの勝率がより高いほうの球団に与えられることになった。ポストシーズン進出10球団のアドバンテージ優先順位は以下の通り。
| 優先順位   | 球団                           | レギュラーシーズン成績 | レギュラーシーズン成績         | ポストシーズン結果              |        |        |        |
| 優先順位   | 球団                           | レギュラーシーズン成績 | レギュラーシーズン成績         | ポストシーズン結果              | WCG    | DS     | LCS    |
| ---------- | ------------------------------ | ---------------------- | ------------------------------ | ------------------------------- | ------ | ------ | ------ |
| 01         | ロサンゼルス・ドジャース       | 104勝58敗・勝率.642    | NL西地区優勝                   | ワールドシリーズ進出            | 免除   | 3勝0敗 | 4勝1敗 |
| 02         | クリーブランド・インディアンス | 102勝60敗・勝率.630    | AL中地区優勝                   | 地区シリーズ（DS）敗退          | 免除   | 2勝3敗 | －     |
| 03         | ヒューストン・アストロズ       | 101勝61敗・勝率.623    | AL西地区優勝                   | ワールドシリーズ進出            | 免除   | 3勝1敗 | 4勝3敗 |
| 04         | ワシントン・ナショナルズ       | 097勝65敗・勝率.599    | NL東地区優勝                   | 地区シリーズ（DS）敗退          | 免除   | 2勝3敗 | －     |
| 05[※1][※2] | アリゾナ・ダイヤモンドバックス | 093勝69敗・勝率.574    | NL西地区2位＝第1ワイルドカード | 地区シリーズ（DS）敗退          | 1勝0敗 | 0勝3敗 | －     |
| 06[※1][※2] | ボストン・レッドソックス       | 093勝69敗・勝率.574    | AL東地区優勝                   | 地区シリーズ（DS）敗退          | 免除   | 1勝3敗 | －     |
| 07[※1]     | シカゴ・カブス                 | 092勝70敗・勝率.568    | NL中地区優勝                   | リーグ優勝決定戦（LCS）敗退     | 免除   | 3勝2敗 | 1勝4敗 |
| 08         | ニューヨーク・ヤンキース       | 091勝71敗・勝率.562    | AL東地区2位＝第1ワイルドカード | リーグ優勝決定戦（LCS）敗退     | 1勝0敗 | 3勝2敗 | 3勝4敗 |
| 09         | コロラド・ロッキーズ           | 087勝75敗・勝率.537    | NL西地区3位＝第2ワイルドカード | ワイルドカードゲーム（WCG）敗退 | 0勝1敗 | －     | －     |
| 10         | ミネソタ・ツインズ             | 085勝77敗・勝率.525    | AL中地区2位＝第2ワイルドカード | ワイルドカードゲーム（WCG）敗退 | 0勝1敗 | －     | －     |

※1  同一リーグ内の地区シリーズやリーグ優勝決定戦では、勝率に関係なく地区優勝球団はワイルドカード球団より上位に位置づけられるが、ワールドシリーズだけはこれに当てはまらない。
※2  シーズン162試合の勝敗が同じ、かつこの年の直接対決がない場合は、それぞれの球団が同地区他球団相手に残した成績が決め手となる。ダイヤモンドバックスがナショナルリーグ西地区4球団相手に45勝31敗・勝率.592だったのに対し、レッドソックスはアメリカンリーグ東地区4球団相手に41勝35敗・勝率.539だったので、ダイヤモンドバックスが上位となる。
10月19日にまずドジャースがワールドシリーズ進出を決めた。ドジャースは勝率が最も高かったので、この時点で相手に関係なくアドバンテージが確定し、開催地は第1・2・6・7戦がドジャー・スタジアム、第3・4・5戦がアメリカンリーグ優勝球団の本拠地となった。
2003年から2016年までの14年間、シリーズのホームフィールド・アドバンテージはその年のオールスターゲームで勝利したリーグの優勝球団に与えられることになっていた。もしこの旧規則がもう1年長く採用されていた場合、この年のオールスターゲームではアメリカンリーグがナショナルリーグに2－1で勝利していたため、アドバンテージはアストロズに与えられていたことになる。

## 両チームの過去の対戦

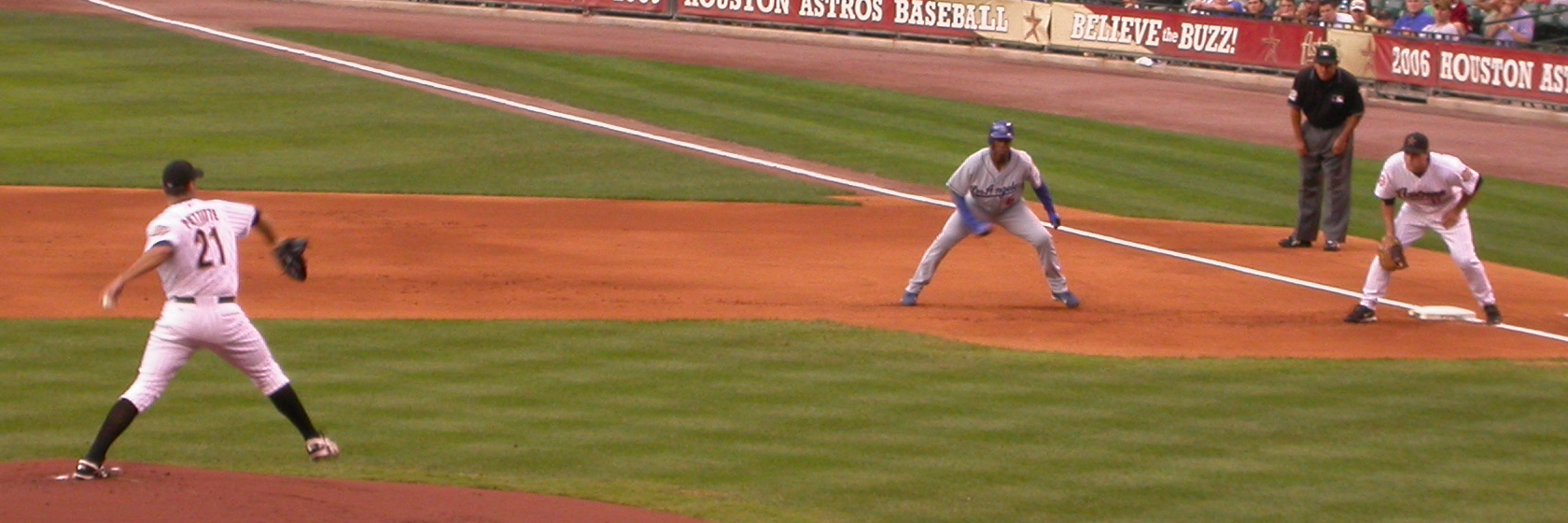
4月24日の対戦の様子。アストロズの投手はアンディ・ペティット、一塁手はランス・バークマン、ドジャースの走者はケニー・ロフトン

レギュラーシーズンにおけるこの両チームの対戦は、アストロズが創設された1962年から2017年までの56年間で計711試合が行われており、その結果はドジャースの388勝323敗・勝率.546である。アストロズは創設から2012年までの51年間、ドジャースと同じナショナルリーグに所属しており、その間は毎年対戦していた。1969年に東西2地区制が導入されると、ドジャースとアストロズはともに西地区に割り振られた。特に1980年代初頭は、この両チームで地区優勝を激しく争った歴史を持つ。
1980年は、地区首位アストロズがシーズン残り3試合で2位ドジャースに3.0ゲーム差をつけ、敵地ドジャー・スタジアムで最後の直接対決3連戦に臨んだ。しかしドジャースは、初戦で9回二死から同点に追いつき延長戦の末にサヨナラ勝利を収めると、続く2試合も1点差の接戦を制して土壇場で3連勝し、同率首位に並んで162試合を終えた。そのため163試合目としてワンゲームプレイオフが組まれ、アストロズが敵地での試合に7－1で勝利して地区優勝を決めた。この勝利によりアストロズは、球団創設19年目で初のポストシーズン進出を果たした。ドジャースのスティーブ・ガービーは2試合目でノーラン・ライアンから決勝ソロ本塁打を放つと、試合後に「野球というスポーツは結局のところ、重圧そのものなんだ」と語り、アストロズのテリー・プールはワンゲームプレイオフ勝利後に「3連敗したときは本当に赤っ恥かかされたし、最後まで負けてたら死んでたな」と胸の内を吐露した。
翌1981年は、選手会が6月12日から7月31日にかけて50日間のストライキを敢行したため、前後期制が急遽導入された。これにより、前期優勝のドジャースと後期優勝のアストロズとで、地区優勝をかけて地区シリーズが行われた。両チームがポストシーズンで対戦するのは、今ワールドシリーズ以前はこれが唯一の事例である。この地区シリーズでは、アストロズが本拠地アストロドームでの最初の2試合に連勝し王手をかけたが、続く3試合はドジャー・スタジアムでドジャースが3連勝し、逆転でリーグ優勝決定戦へ駒を進めた。ドジャース監督のトミー・ラソーダは「連敗しても、残り3試合に全部勝つ確信はあった。うちの連中は諦めるということを知らないからな」と胸を張った。ドジャースは地区シリーズ突破後、モントリオール・エクスポズとのリーグ優勝決定戦も3勝2敗で勝ち抜き、最後はニューヨーク・ヤンキースとのワールドシリーズも制して16年ぶり5度目の優勝を成し遂げた。
その後、1994年にMLBが東西2地区制から東中西3地区制へ移行すると、アストロズが西地区から中地区へ転籍し、ドジャースとの年間対戦数も減少した。さらに2013年には、当時のMLB機構コミッショナーのバド・セリグ主導で歪な地区構成の改善が進められ、アストロズはナショナルリーグ中地区からアメリカンリーグ西地区への鞍替えを余儀なくされた。これにより、ドジャースとアストロズの対戦は、インターリーグとして数年に一度しか行われなくなった。2013年以降の両チームの対戦は5年間で3連戦が一度だけ、2015年8月にアストロズの本拠地ミニッツメイド・パークで行われ、アストロズが3連勝のいわゆる "スウィープ" を果たした。この3連戦の初戦では、アストロズのマイク・ファイヤーズがノーヒットノーランを達成している。

## ロースター
両チームの出場選手登録（ロースター）は以下の通り。
- 名前の横の★はこの年のオールスターゲームに選出された選手を、＃はレギュラーシーズン開幕後に入団した選手を、◎はリーグ優勝決定戦MVP受賞者を示す。
- 年齢は今シリーズ開幕時点でのもの。

| ロサンゼルス・ドジャース | ロサンゼルス・ドジャース | ロサンゼルス・ドジャース | ロサンゼルス・ドジャース | ロサンゼルス・ドジャース | ロサンゼルス・ドジャース | ロサンゼルス・ドジャース | ロサンゼルス・ドジャース | ロサンゼルス・ドジャース | ヒューストン・アストロズ | ヒューストン・アストロズ | ヒューストン・アストロズ | ヒューストン・アストロズ      | ヒューストン・アストロズ | ヒューストン・アストロズ | ヒューストン・アストロズ | ヒューストン・アストロズ | ヒューストン・アストロズ |
| 守備位置                 | 背番号                   | 出身                     | 選手                     | 投                       | 打                       | 年齢                     | ワールドシリーズ経験     | ワールドシリーズ経験     | 守備位置                 | 背番号                   | 出身                     | 選手                          | 投                       | 打                       | 年齢                     | ワールドシリーズ経験     | ワールドシリーズ経験     |
| 守備位置                 | 背番号                   | 出身                     | 選手                     | 投                       | 打                       | 年齢                     | 出場                     | 優勝                     | 守備位置                 | 背番号                   | 出身                     | 選手                          | 投                       | 打                       | 年齢                     | 出場                     | 優勝                     |
| ------------------------ | ------------------------ | ------------------------ | ------------------------ | ------------------------ | ------------------------ | ------------------------ | ------------------------ | ------------------------ | ------------------------ | ------------------------ | ------------------------ | ----------------------------- | ------------------------ | ------------------------ | ------------------------ | ------------------------ | ------------------------ |
| 投手                     | 54                       | アメリカ合衆国の旗       | トニー・シングラーニ＃   | 左                       | 左                       | 28                       | 初                       | なし                     | 投手                     | 47                       | アメリカ合衆国の旗       | クリス・デベンスキー★         | 右                       | 右                       | 26                       | 初                       | なし                     |
| 投手                     | 21                       | 日本の旗                 | ダルビッシュ有★＃        | 右                       | 右                       | 31                       | 初                       | なし                     | 投手                     | 53                       | アメリカ合衆国の旗       | ケン・ジャイルズ              | 右                       | 右                       | 27                       | 初                       | なし                     |
| 投手                     | 46                       | アメリカ合衆国の旗       | ジョシュ・フィールズ     | 右                       | 右                       | 32                       | 初                       | なし                     | 投手                     | 44                       | アメリカ合衆国の旗       | ルーク・グレガーソン          | 右                       | 左                       | 33                       | 初                       | なし                     |
| 投手                     | 44                       | アメリカ合衆国の旗       | リッチ・ヒル             | 左                       | 左                       | 37                       | 初                       | なし                     | 投手                     | 36                       | アメリカ合衆国の旗       | ウィル・ハリス                | 右                       | 右                       | 33                       | 初                       | なし                     |
| 投手                     | 74                       | キュラソー島の旗         | ケンリー・ジャンセン★    | 右                       | 両                       | 30                       | 初                       | なし                     | 投手                     | 60                       | アメリカ合衆国の旗       | ダラス・カイケル★             | 左                       | 左                       | 29                       | 初                       | なし                     |
| 投手                     | 22                       | アメリカ合衆国の旗       | クレイトン・カーショウ★  | 左                       | 左                       | 29                       | 初                       | なし                     | 投手                     | 46                       | ドミニカ共和国の旗       | フランシスコ・リリアーノ＃    | 左                       | 左                       | 33                       | 初                       | なし                     |
| 投手                     | 18                       | 日本の旗                 | 前田健太                 | 右                       | 右                       | 29                       | 初                       | なし                     | 投手                     | 43                       | アメリカ合衆国の旗       | ランス・マッカラーズJr.★      | 右                       | 左                       | 24                       | 初                       | なし                     |
| 投手                     | 38                       | アメリカ合衆国の旗       | ブランドン・マッカーシー | 右                       | 右                       | 34                       | 初                       | なし                     | 投手                     | 31                       | アメリカ合衆国の旗       | コリン・マクヒュー            | 右                       | 右                       | 30                       | 初                       | なし                     |
| 投手                     | 17                       | アメリカ合衆国の旗       | ブランドン・モロー       | 右                       | 右                       | 33                       | 初                       | なし                     | 投手                     | 50                       | アメリカ合衆国の旗       | チャーリー・モートン          | 右                       | 右                       | 33                       | 初                       | なし                     |
| 投手                     | 68                       | アメリカ合衆国の旗       | ロス・ストリップリング   | 右                       | 右                       | 27                       | 初                       | なし                     | 投手                     | 59                       | アメリカ合衆国の旗       | ジョー・マスグローブ          | 右                       | 右                       | 24                       | 初                       | なし                     |
| 投手                     | 33                       | アメリカ合衆国の旗       | トニー・ワトソン＃       | 左                       | 左                       | 32                       | 初                       | なし                     | 投手                     | 41                       | アメリカ合衆国の旗       | ブラッド・ピーコック          | 右                       | 右                       | 29                       | 初                       | なし                     |
| 投手                     | 57                       | アメリカ合衆国の旗       | アレックス・ウッド★      | 左                       | 右                       | 26                       | 初                       | なし                     | 投手                     | 35                       | アメリカ合衆国の旗       | ジャスティン・バーランダー＃◎ | 右                       | 右                       | 34                       | 5年ぶり3回目             | なし                     |
| 捕手                     | 15                       | アメリカ合衆国の旗       | オースティン・バーンズ   | 右                       | 右                       | 27                       | 初                       | なし                     | 捕手                     | 30                       | プエルトリコの旗         | フアン・センテノ              | 右                       | 左                       | 27                       | 初                       | なし                     |
| 捕手                     | 9                        | キューバの旗             | ヤズマニ・グランダル     | 右                       | 両                       | 28                       | 初                       | なし                     | 捕手                     | 11                       | アメリカ合衆国の旗       | エバン・ガティス              | 右                       | 右                       | 31                       | 初                       | なし                     |
| 内野手                   | 35                       | アメリカ合衆国の旗       | コディ・ベリンジャー★    | 左                       | 左                       | 22                       | 初                       | なし                     | 捕手                     | 16                       | アメリカ合衆国の旗       | ブライアン・マッキャン        | 右                       | 左                       | 33                       | 初                       | なし                     |
| 内野手                   | 37                       | アメリカ合衆国の旗       | チャーリー・カルバーソン | 右                       | 右                       | 28                       | 初                       | なし                     | 内野手                   | 27                       | ベネズエラの旗           | ホセ・アルトゥーベ★           | 右                       | 右                       | 27                       | 初                       | なし                     |
| 内野手                   | 11                       | アメリカ合衆国の旗       | ローガン・フォーサイス   | 右                       | 右                       | 30                       | 初                       | なし                     | 内野手                   | 2                        | アメリカ合衆国の旗       | アレックス・ブレグマン        | 右                       | 右                       | 23                       | 初                       | なし                     |
| 内野手                   | 5                        | アメリカ合衆国の旗       | コーリー・シーガー★      | 右                       | 左                       | 23                       | 初                       | なし                     | 内野手                   | 1                        | プエルトリコの旗         | カルロス・コレア★             | 右                       | 右                       | 23                       | 初                       | なし                     |
| 内野手                   | 10                       | アメリカ合衆国の旗       | ジャスティン・ターナー★◎ | 右                       | 右                       | 32                       | 初                       | なし                     | 内野手                   | 9                        | ベネズエラの旗           | マーウィン・ゴンザレス        | 右                       | 両                       | 28                       | 初                       | なし                     |
| 内野手                   | 26                       | アメリカ合衆国の旗       | チェイス・アトリー       | 右                       | 左                       | 38                       | 8年ぶり3回目             | 1回                      | 内野手                   | 10                       | キューバの旗             | ユリ・グリエル                | 右                       | 右                       | 33                       | 初                       | なし                     |
| 外野手                   | 16                       | アメリカ合衆国の旗       | アンドレ・イーシアー     | 左                       | 左                       | 35                       | 初                       | なし                     | 外野手                   | 15                       | プエルトリコの旗         | カルロス・ベルトラン          | 右                       | 両                       | 40                       | 4年ぶり2回目             | なし                     |
| 外野手                   | 14                       | プエルトリコの旗         | エンリケ・ヘルナンデス   | 右                       | 右                       | 26                       | 初                       | なし                     | 外野手                   | 21                       | アメリカ合衆国の旗       | デレク・フィッシャー          | 右                       | 左                       | 24                       | 初                       | なし                     |
| 外野手                   | 31                       | アメリカ合衆国の旗       | ジョク・ピーダーソン     | 左                       | 左                       | 25                       | 初                       | なし                     | 外野手                   | 3                        | アメリカ合衆国の旗       | キャメロン・メイビン＃        | 右                       | 右                       | 30                       | 初                       | なし                     |
| 外野手                   | 66                       | キューバの旗             | ヤシエル・プイグ         | 右                       | 右                       | 26                       | 初                       | なし                     | 外野手                   | 22                       | アメリカ合衆国の旗       | ジョシュ・レディック          | 右                       | 左                       | 30                       | 初                       | なし                     |
| 外野手                   | 3                        | アメリカ合衆国の旗       | クリス・テイラー◎        | 右                       | 右                       | 27                       | 初                       | なし                     | 外野手                   | 4                        | アメリカ合衆国の旗       | ジョージ・スプリンガー★       | 右                       | 右                       | 28                       | 初                       | なし                     |

ドジャースはリーグ優勝決定戦のロースターから、外野手のカーティス・グランダーソンと捕手のカイル・ファーマーを外し、内野手のコーリー・シーガーと投手のブランドン・マッカーシーを登録した。シーガーは地区シリーズ第3戦で二塁へ滑り込む際に腰を痛め、正遊撃手ながらリーグ優勝決定戦ではロースターから外れていた。代役のチャーリー・カルバーソンが打率.455と好調だったことから、ドジャースはシーガー復帰後もカルバーソンを残すことにし、代わって3人いた左打ちの外野手のうち打撃不振のグランダーソンを外すことにした。マッカーシーは故障などのため後半戦の登板が5試合しかなく、地区シリーズおよびリーグ優勝決定戦でもロースター登録外だったが、シンカー中心の投球術を監督のデーブ・ロバーツに高く評価され、救援投手陣の厚みを増すためにワールドシリーズで復帰することになった。ファーマーは今ポストシーズンで4打数無安打2三振という成績だった。
これに対してアストロズは、リーグ優勝決定戦からのロースター変更はない。外野手のジェイク・マリスニックが9月13日に右手親指を骨折しており、回復具合によってはワールドシリーズで復帰の可能性もあったが、結局間に合わなかった。また、先発投手のマイク・ファイヤーズは2015年8月のドジャース戦でノーヒットノーランを達成しているが、2017年はレギュラーシーズンでチーム最多の153.1イニングを消化しながら防御率5.22と不振だったため、地区シリーズ以降は一度もロースター入りしていない。アストロズでは投手のルーク・グレガーソンと内野手のアレックス・ブレグマンが、この年3月に開催された国際大会の第4回ワールド・ベースボール・クラシック（WBC）にアメリカ合衆国代表の一員として出場し、優勝を経験している。もし今回のワールドシリーズをアストロズが制すれば、ふたりは同じ年にWBCとワールドシリーズの両方で優勝を果たす史上初の選手となる。
2017年シーズン開幕時点でのメジャーリーガー全868選手中、ドミニカ共和国出身選手は93人で全体の10.7％を占めていた。しかし今シリーズの両球団50選手中、同国出身選手はアストロズ投手のフランシスコ・リリアーノただひとりしかいない。もしこのリリアーノに登板機会のないままシリーズが終わった場合、同国出身選手の出番がないシリーズは1999年以来18年ぶりとなる。一方、ドジャース外野手のジョク・ピーダーソンとアストロズのブレグマンは、ともにユダヤ系アメリカ人である。ワールドシリーズでどちらのチームのロースターにもユダヤ系アメリカ人が入るというのは、2004年以来13年ぶり5度目である。

## 試合結果
2017年のワールドシリーズは10月24日に開幕し、途中に移動日を挟んで9日間で7試合が行われた。日程・結果は以下の通り。
| 日付                                                          | 試合  | ビジター球団（先攻）     | スコア  | ホーム球団（後攻）       | 開催球場               | 開催球場                                      |
| ------------------------------------------------------------- | ----- | ------------------------ | ------- | ------------------------ | ---------------------- | --------------------------------------------- |
| 10月24日（火）                                                | 第1戦 | ヒューストン・アストロズ | 1－3    | ロサンゼルス・ドジャース | ドジャー・スタジアム   | ドジャー・スタジアムミニッツメイド・ · パーク |
| 10月25日（水）                                                | 第2戦 | ヒューストン・アストロズ | 7－6    | ロサンゼルス・ドジャース | ドジャー・スタジアム   | ドジャー・スタジアムミニッツメイド・ · パーク |
| 10月26日（木）                                                |       | 移動日                   | 移動日  | 移動日                   |                        | ドジャー・スタジアムミニッツメイド・ · パーク |
| 10月27日（金）                                                | 第3戦 | ロサンゼルス・ドジャース | 3－5    | ヒューストン・アストロズ | ミニッツメイド・パーク | ドジャー・スタジアムミニッツメイド・ · パーク |
| 10月28日（土）                                                | 第4戦 | ロサンゼルス・ドジャース | 6－2    | ヒューストン・アストロズ | ミニッツメイド・パーク | ドジャー・スタジアムミニッツメイド・ · パーク |
| 10月29日（日）                                                | 第5戦 | ロサンゼルス・ドジャース | 12－13x | ヒューストン・アストロズ | ミニッツメイド・パーク | ドジャー・スタジアムミニッツメイド・ · パーク |
| 10月30日（月）                                                |       | 移動日                   | 移動日  | 移動日                   |                        | ドジャー・スタジアムミニッツメイド・ · パーク |
| 10月31日（火）                                                | 第6戦 | ヒューストン・アストロズ | 1－3    | ロサンゼルス・ドジャース | ドジャー・スタジアム   | ドジャー・スタジアムミニッツメイド・ · パーク |
| 11月01日（水）                                                | 第7戦 | ヒューストン・アストロズ | 5－1    | ロサンゼルス・ドジャース | ドジャー・スタジアム   | ドジャー・スタジアムミニッツメイド・ · パーク |
| 優勝：ヒューストン・アストロズ（4勝3敗 / 球団創設56年目で初） |       |                          |         |                          |                        | ドジャー・スタジアムミニッツメイド・ · パーク |

### 第1戦 10月24日
- ドジャー・スタジアム（カリフォルニア州ロサンゼルス）

|                          | 1 | 2 | 3 | 4 | 5 | 6 | 7 | 8 | 9 | R | H | E |
| ------------------------ | - | - | - | - | - | - | - | - | - | - | - | - |
| ヒューストン・アストロズ | 0 | 0 | 0 | 1 | 0 | 0 | 0 | 0 | 0 | 1 | 3 | 0 |
| ロサンゼルス・ドジャース | 1 | 0 | 0 | 0 | 0 | 2 | 0 | 0 | X | 3 | 6 | 0 |

1. 勝利：クレイトン・カーショウ（1勝）
2. セーブ：ケンリー・ジャンセン（1S）
3. 敗戦：ダラス・カイケル（1敗）
4. 本塁打
HOU：アレックス・ブレグマン1号ソロ
LAD：クリス・テイラー1号ソロ、ジャスティン・ターナー1号2ラン
5. 審判
［球審］フィル・クッツィ
［塁審］一塁: ポール・ナウアート、二塁: ジェリー・デービス、三塁: ラス・ディアス
［外審］左翼: ビル・ミラー、右翼: ダン・アイアソーニャ
6. 試合開始時刻: 太平洋夏時間（UTC-7）午後5時11分  試合時間: 2時間28分  観客: 5万4253人  気温: 103°F（39.4°C）
詳細: MLB.com Gameday / ESPN.com / Baseball-Reference.com / FanGraphs

| ヒューストン・アストロズ | ヒューストン・アストロズ | ヒューストン・アストロズ | ヒューストン・アストロズ | ヒューストン・アストロズ                                                                                                  | ロサンゼルス・ドジャース | ロサンゼルス・ドジャース | ロサンゼルス・ドジャース | ロサンゼルス・ドジャース | ロサンゼルス・ドジャース                                                                                                   |
| ------------------------ | ------------------------ | ------------------------ | ------------------------ | --- | ------------------------ | ------------------------ | ------------------------ | ------------------------ | --- |
| 打順                     | 守備                     | 選手                     | 打席                     | D・カイケルB・マッキャンY・グリエルJ・アルトゥーベA・ブレグマンC・コレアM・ゴンザレスG・スプリンガーJ・レディック（なし） | 打順                     | 守備                     | 選手                     | 打席                     | C・カーショウA・バーンズC・ベリン · ジャーL・フォーサイスJ・ターナーC・シーガーE・ヘルナンデスC・テイラーY・プイグ（なし） |
| 1                        | 中                       | G・スプリンガー          | 右                       | D・カイケルB・マッキャンY・グリエルJ・アルトゥーベA・ブレグマンC・コレアM・ゴンザレスG・スプリンガーJ・レディック（なし） | 1                        | 中                       | C・テイラー              | 右                       | C・カーショウA・バーンズC・ベリン · ジャーL・フォーサイスJ・ターナーC・シーガーE・ヘルナンデスC・テイラーY・プイグ（なし） |
| 2                        | 三                       | A・ブレグマン            | 右                       | D・カイケルB・マッキャンY・グリエルJ・アルトゥーベA・ブレグマンC・コレアM・ゴンザレスG・スプリンガーJ・レディック（なし） | 2                        | 三                       | J・ターナー              | 右                       | C・カーショウA・バーンズC・ベリン · ジャーL・フォーサイスJ・ターナーC・シーガーE・ヘルナンデスC・テイラーY・プイグ（なし） |
| 3                        | 二                       | J・アルトゥーベ          | 右                       | D・カイケルB・マッキャンY・グリエルJ・アルトゥーベA・ブレグマンC・コレアM・ゴンザレスG・スプリンガーJ・レディック（なし） | 3                        | 一                       | C・ベリンジャー          | 左                       | C・カーショウA・バーンズC・ベリン · ジャーL・フォーサイスJ・ターナーC・シーガーE・ヘルナンデスC・テイラーY・プイグ（なし） |
| 4                        | 遊                       | C・コレア                | 右                       | D・カイケルB・マッキャンY・グリエルJ・アルトゥーベA・ブレグマンC・コレアM・ゴンザレスG・スプリンガーJ・レディック（なし） | 4                        | 右                       | Y・プイグ                | 右                       | C・カーショウA・バーンズC・ベリン · ジャーL・フォーサイスJ・ターナーC・シーガーE・ヘルナンデスC・テイラーY・プイグ（なし） |
| 5                        | 一                       | Y・グリエル              | 右                       | D・カイケルB・マッキャンY・グリエルJ・アルトゥーベA・ブレグマンC・コレアM・ゴンザレスG・スプリンガーJ・レディック（なし） | 5                        | 左                       | E・ヘルナンデス          | 右                       | C・カーショウA・バーンズC・ベリン · ジャーL・フォーサイスJ・ターナーC・シーガーE・ヘルナンデスC・テイラーY・プイグ（なし） |
| 6                        | 捕                       | B・マッキャン            | 左                       | D・カイケルB・マッキャンY・グリエルJ・アルトゥーベA・ブレグマンC・コレアM・ゴンザレスG・スプリンガーJ・レディック（なし） | 6                        | 遊                       | C・シーガー              | 左                       | C・カーショウA・バーンズC・ベリン · ジャーL・フォーサイスJ・ターナーC・シーガーE・ヘルナンデスC・テイラーY・プイグ（なし） |
| 7                        | 左                       | M・ゴンザレス            | 両                       | D・カイケルB・マッキャンY・グリエルJ・アルトゥーベA・ブレグマンC・コレアM・ゴンザレスG・スプリンガーJ・レディック（なし） | 7                        | 二                       | L・フォーサイス          | 右                       | C・カーショウA・バーンズC・ベリン · ジャーL・フォーサイスJ・ターナーC・シーガーE・ヘルナンデスC・テイラーY・プイグ（なし） |
| 8                        | 右                       | J・レディック            | 左                       | D・カイケルB・マッキャンY・グリエルJ・アルトゥーベA・ブレグマンC・コレアM・ゴンザレスG・スプリンガーJ・レディック（なし） | 8                        | 捕                       | A・バーンズ              | 右                       | C・カーショウA・バーンズC・ベリン · ジャーL・フォーサイスJ・ターナーC・シーガーE・ヘルナンデスC・テイラーY・プイグ（なし） |
| 9                        | 投                       | D・カイケル              | 左                       | D・カイケルB・マッキャンY・グリエルJ・アルトゥーベA・ブレグマンC・コレアM・ゴンザレスG・スプリンガーJ・レディック（なし） | 9                        | 投                       | C・カーショウ            | 左                       | C・カーショウA・バーンズC・ベリン · ジャーL・フォーサイスJ・ターナーC・シーガーE・ヘルナンデスC・テイラーY・プイグ（なし） |
| 先発投手                 | 先発投手                 | 先発投手                 | 投球                     | D・カイケルB・マッキャンY・グリエルJ・アルトゥーベA・ブレグマンC・コレアM・ゴンザレスG・スプリンガーJ・レディック（なし） | 先発投手                 | 先発投手                 | 先発投手                 | 投球                     | C・カーショウA・バーンズC・ベリン · ジャーL・フォーサイスJ・ターナーC・シーガーE・ヘルナンデスC・テイラーY・プイグ（なし） |
| D・カイケル              | D・カイケル              | D・カイケル              | 左                       | D・カイケルB・マッキャンY・グリエルJ・アルトゥーベA・ブレグマンC・コレアM・ゴンザレスG・スプリンガーJ・レディック（なし） | C・カーショウ            | C・カーショウ            | C・カーショウ            | 左                       | C・カーショウA・バーンズC・ベリン · ジャーL・フォーサイスJ・ターナーC・シーガーE・ヘルナンデスC・テイラーY・プイグ（なし） |

### 第2戦 10月25日
- ドジャー・スタジアム（カリフォルニア州ロサンゼルス）

|                          | 1 | 2 | 3 | 4 | 5 | 6 | 7 | 8 | 9 | 10 | 11 | R | H  | E |
| ------------------------ | - | - | - | - | - | - | - | - | - | -- | -- | - | -- | - |
| ヒューストン・アストロズ | 0 | 0 | 1 | 0 | 0 | 0 | 0 | 1 | 1 | 2  | 2  | 7 | 14 | 1 |
| ロサンゼルス・ドジャース | 0 | 0 | 0 | 0 | 1 | 2 | 0 | 0 | 0 | 2  | 1  | 6 | 5  | 0 |

1. 勝利：クリス・デベンスキー（1勝）
2. 敗戦：ブランドン・マッカーシー（1敗）
3. 本塁打
HOU：マーウィン・ゴンザレス1号ソロ、ホセ・アルトゥーベ1号ソロ、カルロス・コレア1号ソロ、ジョージ・スプリンガー1号2ラン
LAD：ジョク・ピーダーソン1号ソロ、コーリー・シーガー1号2ラン、ヤシエル・プイグ1号ソロ、チャーリー・カルバーソン1号ソロ
4. 審判
［球審］ポール・ナウアート
［塁審］一塁: ジェリー・デービス、二塁: ラス・ディアス、三塁: ビル・ミラー
［外審］左翼: ダン・アイアソーニャ、右翼: フィル・クッツィ
5. 試合開始時刻: 太平洋夏時間（UTC-7）午後5時17分  試合時間: 4時間19分  観客: 5万4293人  気温: 93°F（33.9°C）
詳細: MLB.com Gameday / ESPN.com / Baseball-Reference.com / FanGraphs

| ヒューストン・アストロズ | ヒューストン・アストロズ | ヒューストン・アストロズ | ヒューストン・アストロズ | ヒューストン・アストロズ | ロサンゼルス・ドジャース | ロサンゼルス・ドジャース | ロサンゼルス・ドジャース | ロサンゼルス・ドジャース | ロサンゼルス・ドジャース                                                                                         |
| ------------------------ | ------------------------ | ------------------------ | ------------------------ | --- | ------------------------ | ------------------------ | ------------------------ | ------------------------ | --- |
| 打順                     | 守備                     | 選手                     | 打席                     | J・バーランダーB・マッキャンY・グリエルJ・アルトゥーベA・ブレグマンC・コレアM・ゴンザレスG・スプリンガーJ・レディック（なし） | 打順                     | 守備                     | 選手                     | 打席                     | R・ヒルA・バーンズC・ベリン · ジャーC・アトリーJ・ターナーC・シーガーJ・ピーダーソンC・テイラーY・プイグ（なし） |
| 1                        | 中                       | G・スプリンガー          | 右                       | J・バーランダーB・マッキャンY・グリエルJ・アルトゥーベA・ブレグマンC・コレアM・ゴンザレスG・スプリンガーJ・レディック（なし） | 1                        | 中                       | C・テイラー              | 右                       | R・ヒルA・バーンズC・ベリン · ジャーC・アトリーJ・ターナーC・シーガーJ・ピーダーソンC・テイラーY・プイグ（なし） |
| 2                        | 三                       | A・ブレグマン            | 右                       | J・バーランダーB・マッキャンY・グリエルJ・アルトゥーベA・ブレグマンC・コレアM・ゴンザレスG・スプリンガーJ・レディック（なし） | 2                        | 遊                       | C・シーガー              | 左                       | R・ヒルA・バーンズC・ベリン · ジャーC・アトリーJ・ターナーC・シーガーJ・ピーダーソンC・テイラーY・プイグ（なし） |
| 3                        | 二                       | J・アルトゥーベ          | 右                       | J・バーランダーB・マッキャンY・グリエルJ・アルトゥーベA・ブレグマンC・コレアM・ゴンザレスG・スプリンガーJ・レディック（なし） | 3                        | 三                       | J・ターナー              | 右                       | R・ヒルA・バーンズC・ベリン · ジャーC・アトリーJ・ターナーC・シーガーJ・ピーダーソンC・テイラーY・プイグ（なし） |
| 4                        | 遊                       | C・コレア                | 右                       | J・バーランダーB・マッキャンY・グリエルJ・アルトゥーベA・ブレグマンC・コレアM・ゴンザレスG・スプリンガーJ・レディック（なし） | 4                        | 一                       | C・ベリンジャー          | 左                       | R・ヒルA・バーンズC・ベリン · ジャーC・アトリーJ・ターナーC・シーガーJ・ピーダーソンC・テイラーY・プイグ（なし） |
| 5                        | 一                       | Y・グリエル              | 右                       | J・バーランダーB・マッキャンY・グリエルJ・アルトゥーベA・ブレグマンC・コレアM・ゴンザレスG・スプリンガーJ・レディック（なし） | 5                        | 右                       | Y・プイグ                | 右                       | R・ヒルA・バーンズC・ベリン · ジャーC・アトリーJ・ターナーC・シーガーJ・ピーダーソンC・テイラーY・プイグ（なし） |
| 6                        | 捕                       | B・マッキャン            | 左                       | J・バーランダーB・マッキャンY・グリエルJ・アルトゥーベA・ブレグマンC・コレアM・ゴンザレスG・スプリンガーJ・レディック（なし） | 6                        | 左                       | J・ピーダーソン          | 左                       | R・ヒルA・バーンズC・ベリン · ジャーC・アトリーJ・ターナーC・シーガーJ・ピーダーソンC・テイラーY・プイグ（なし） |
| 7                        | 左                       | M・ゴンザレス            | 両                       | J・バーランダーB・マッキャンY・グリエルJ・アルトゥーベA・ブレグマンC・コレアM・ゴンザレスG・スプリンガーJ・レディック（なし） | 7                        | 捕                       | A・バーンズ              | 右                       | R・ヒルA・バーンズC・ベリン · ジャーC・アトリーJ・ターナーC・シーガーJ・ピーダーソンC・テイラーY・プイグ（なし） |
| 8                        | 右                       | J・レディック            | 左                       | J・バーランダーB・マッキャンY・グリエルJ・アルトゥーベA・ブレグマンC・コレアM・ゴンザレスG・スプリンガーJ・レディック（なし） | 8                        | 二                       | C・アトリー              | 左                       | R・ヒルA・バーンズC・ベリン · ジャーC・アトリーJ・ターナーC・シーガーJ・ピーダーソンC・テイラーY・プイグ（なし） |
| 9                        | 投                       | J・バーランダー          | 右                       | J・バーランダーB・マッキャンY・グリエルJ・アルトゥーベA・ブレグマンC・コレアM・ゴンザレスG・スプリンガーJ・レディック（なし） | 9                        | 投                       | R・ヒル                  | 左                       | R・ヒルA・バーンズC・ベリン · ジャーC・アトリーJ・ターナーC・シーガーJ・ピーダーソンC・テイラーY・プイグ（なし） |
| 先発投手                 | 先発投手                 | 先発投手                 | 投球                     | J・バーランダーB・マッキャンY・グリエルJ・アルトゥーベA・ブレグマンC・コレアM・ゴンザレスG・スプリンガーJ・レディック（なし） | 先発投手                 | 先発投手                 | 先発投手                 | 投球                     | R・ヒルA・バーンズC・ベリン · ジャーC・アトリーJ・ターナーC・シーガーJ・ピーダーソンC・テイラーY・プイグ（なし） |
| J・バーランダー          | J・バーランダー          | J・バーランダー          | 右                       | J・バーランダーB・マッキャンY・グリエルJ・アルトゥーベA・ブレグマンC・コレアM・ゴンザレスG・スプリンガーJ・レディック（なし） | R・ヒル                  | R・ヒル                  | R・ヒル                  | 左                       | R・ヒルA・バーンズC・ベリン · ジャーC・アトリーJ・ターナーC・シーガーJ・ピーダーソンC・テイラーY・プイグ（なし） |

### 第3戦 10月27日
- ミニッツメイド・パーク（テキサス州ヒューストン）

|                          | 1 | 2 | 3 | 4 | 5 | 6 | 7 | 8 | 9 | R | H  | E |
| ------------------------ | - | - | - | - | - | - | - | - | - | - | -- | - |
| ロサンゼルス・ドジャース | 0 | 0 | 1 | 0 | 0 | 2 | 0 | 0 | 0 | 3 | 4  | 2 |
| ヒューストン・アストロズ | 0 | 4 | 0 | 0 | 1 | 0 | 0 | 0 | X | 5 | 12 | 0 |

1. 勝利：ランス・マッカラーズ・ジュニア（1勝）
2. セーブ：ブラッド・ピーコック（1S）
3. 敗戦：ダルビッシュ有（1敗）
4. 本塁打
HOU：ユリ・グリエル1号ソロ
5. 審判
［球審］ジェリー・デービス
［塁審］一塁: ラス・ディアス、二塁: ビル・ミラー、三塁: ダン・アイアソーニャ
［外審］左翼: マーク・ウェグナー、右翼: ポール・ナウアート
6. 試合開始時刻: 中部夏時間（UTC-5）午後7時21分  試合時間: 3時間46分  観客: 4万3282人  気温: 65°F（18.3°C）
詳細: MLB.com Gameday / ESPN.com / Baseball-Reference.com / FanGraphs

| ロサンゼルス・ドジャース | ロサンゼルス・ドジャース | ロサンゼルス・ドジャース | ロサンゼルス・ドジャース | ロサンゼルス・ドジャース | ヒューストン・アストロズ | ヒューストン・アストロズ | ヒューストン・アストロズ | ヒューストン・アストロズ | ヒューストン・アストロズ |
| ------------------------ | ------------------------ | ------------------------ | ------------------------ | --- | ------------------------ | ------------------------ | ------------------------ | ------------------------ | --- |
| 打順                     | 守備                     | 選手                     | 打席                     | ダルビッシュ有A・バーンズC・ベリン · ジャーL・フォーサイスJ・ターナーC・シーガーE・ヘルナンデスC・テイラーY・プイグJ・ピーダーソン | 打順                     | 守備                     | 選手                     | 打席                     | L・マッカラーズJr.B・マッキャンY・グリエルJ・アルトゥーベA・ブレグマンC・コレアM・ゴンザレスG・スプリンガーJ・レディックE・ガティス |
| 1                        | 中                       | C・テイラー              | 右                       | ダルビッシュ有A・バーンズC・ベリン · ジャーL・フォーサイスJ・ターナーC・シーガーE・ヘルナンデスC・テイラーY・プイグJ・ピーダーソン | 1                        | 中                       | G・スプリンガー          | 右                       | L・マッカラーズJr.B・マッキャンY・グリエルJ・アルトゥーベA・ブレグマンC・コレアM・ゴンザレスG・スプリンガーJ・レディックE・ガティス |
| 2                        | 遊                       | C・シーガー              | 左                       | ダルビッシュ有A・バーンズC・ベリン · ジャーL・フォーサイスJ・ターナーC・シーガーE・ヘルナンデスC・テイラーY・プイグJ・ピーダーソン | 2                        | 三                       | A・ブレグマン            | 右                       | L・マッカラーズJr.B・マッキャンY・グリエルJ・アルトゥーベA・ブレグマンC・コレアM・ゴンザレスG・スプリンガーJ・レディックE・ガティス |
| 3                        | 三                       | J・ターナー              | 右                       | ダルビッシュ有A・バーンズC・ベリン · ジャーL・フォーサイスJ・ターナーC・シーガーE・ヘルナンデスC・テイラーY・プイグJ・ピーダーソン | 3                        | 二                       | J・アルトゥーベ          | 右                       | L・マッカラーズJr.B・マッキャンY・グリエルJ・アルトゥーベA・ブレグマンC・コレアM・ゴンザレスG・スプリンガーJ・レディックE・ガティス |
| 4                        | 一                       | C・ベリンジャー          | 左                       | ダルビッシュ有A・バーンズC・ベリン · ジャーL・フォーサイスJ・ターナーC・シーガーE・ヘルナンデスC・テイラーY・プイグJ・ピーダーソン | 4                        | 遊                       | C・コレア                | 右                       | L・マッカラーズJr.B・マッキャンY・グリエルJ・アルトゥーベA・ブレグマンC・コレアM・ゴンザレスG・スプリンガーJ・レディックE・ガティス |
| 5                        | 右                       | Y・プイグ                | 右                       | ダルビッシュ有A・バーンズC・ベリン · ジャーL・フォーサイスJ・ターナーC・シーガーE・ヘルナンデスC・テイラーY・プイグJ・ピーダーソン | 5                        | 一                       | Y・グリエル              | 右                       | L・マッカラーズJr.B・マッキャンY・グリエルJ・アルトゥーベA・ブレグマンC・コレアM・ゴンザレスG・スプリンガーJ・レディックE・ガティス |
| 6                        | 二                       | L・フォーサイス          | 右                       | ダルビッシュ有A・バーンズC・ベリン · ジャーL・フォーサイスJ・ターナーC・シーガーE・ヘルナンデスC・テイラーY・プイグJ・ピーダーソン | 6                        | 右                       | J・レディック            | 左                       | L・マッカラーズJr.B・マッキャンY・グリエルJ・アルトゥーベA・ブレグマンC・コレアM・ゴンザレスG・スプリンガーJ・レディックE・ガティス |
| 7                        | 捕                       | A・バーンズ              | 右                       | ダルビッシュ有A・バーンズC・ベリン · ジャーL・フォーサイスJ・ターナーC・シーガーE・ヘルナンデスC・テイラーY・プイグJ・ピーダーソン | 7                        | DH                       | E・ガティス              | 右                       | L・マッカラーズJr.B・マッキャンY・グリエルJ・アルトゥーベA・ブレグマンC・コレアM・ゴンザレスG・スプリンガーJ・レディックE・ガティス |
| 8                        | DH                       | J・ピーダーソン          | 左                       | ダルビッシュ有A・バーンズC・ベリン · ジャーL・フォーサイスJ・ターナーC・シーガーE・ヘルナンデスC・テイラーY・プイグJ・ピーダーソン | 8                        | 左                       | M・ゴンザレス            | 両                       | L・マッカラーズJr.B・マッキャンY・グリエルJ・アルトゥーベA・ブレグマンC・コレアM・ゴンザレスG・スプリンガーJ・レディックE・ガティス |
| 9                        | 左                       | E・ヘルナンデス          | 右                       | ダルビッシュ有A・バーンズC・ベリン · ジャーL・フォーサイスJ・ターナーC・シーガーE・ヘルナンデスC・テイラーY・プイグJ・ピーダーソン | 9                        | 捕                       | B・マッキャン            | 左                       | L・マッカラーズJr.B・マッキャンY・グリエルJ・アルトゥーベA・ブレグマンC・コレアM・ゴンザレスG・スプリンガーJ・レディックE・ガティス |
| 先発投手                 | 先発投手                 | 先発投手                 | 投球                     | ダルビッシュ有A・バーンズC・ベリン · ジャーL・フォーサイスJ・ターナーC・シーガーE・ヘルナンデスC・テイラーY・プイグJ・ピーダーソン | 先発投手                 | 先発投手                 | 先発投手                 | 投球                     | L・マッカラーズJr.B・マッキャンY・グリエルJ・アルトゥーベA・ブレグマンC・コレアM・ゴンザレスG・スプリンガーJ・レディックE・ガティス |
| ダルビッシュ有           | ダルビッシュ有           | ダルビッシュ有           | 右                       | ダルビッシュ有A・バーンズC・ベリン · ジャーL・フォーサイスJ・ターナーC・シーガーE・ヘルナンデスC・テイラーY・プイグJ・ピーダーソン | L・マッカラーズJr.       | L・マッカラーズJr.       | L・マッカラーズJr.       | 右                       | L・マッカラーズJr.B・マッキャンY・グリエルJ・アルトゥーベA・ブレグマンC・コレアM・ゴンザレスG・スプリンガーJ・レディックE・ガティス |

| ユリ・グリエル（左。写真は2016年8月21日撮影）とダルビッシュ有（写真は2017年8月5日撮影） |  | ユリ・グリエル（左。写真は2016年8月21日撮影）とダルビッシュ有（写真は2017年8月5日撮影） |
| ユリ・グリエル（左。写真は2016年8月21日撮影）とダルビッシュ有（写真は2017年8月5日撮影） |  |                                                                                         |

試合終了後、アストロズのクラブハウスでは大勢の記者がユリ・グリエルを囲んでいた。グリエルはこの日、先制のソロ本塁打を含む5打数2安打の活躍を見せていたが、記者の質問のうちプレイに関するものはひとつしかなく、それ以外は彼がベンチでとった仕草のことに集中していた。彼は2回裏にダルビッシュ有から先制本塁打を放ったあとのベンチで、指で両目をつり上げる "スラントアイド・ジェスチャー" をとり、さらに "chinito"（スペイン語で「チビの中国人」の意）という言葉を発したかのような口の動きをしていた。こうした行為・発言はアジア人に対する人種差別とみなされるものであり、その模様がテレビ中継のカメラに捉えられたことで騒動になっていた。グリエルは「ダルビッシュや日本の人を不愉快にさせるようなことはしたくない。大いに尊敬しているんだ、日本でプレイしたこともあるし」と、2014年に日本プロ野球・横浜DeNAベイスターズに在籍していたことも引き合いに出しながら「もちろん、彼に対して含むところがあるわけではないから、会って話がしたい。彼に謝りたい」と反省の弁を述べた。ただその一方で、chinito発言については「（母国）キューバではみんな、アジア人のことをまとめて『中国人』と呼んでいる。でも日本人はそう呼ばれると気分を害する、というのも知っている」とも付け加えた。記者の質問に答えるグリエルの声は、人だかりの後方からはほとんど聞こえないほど弱々しかったが、近くで取材した記者のひとりは「彼はどうしてそこまで大きな問題になっているのか、驚いているようにもみえた」との印象を持ったという。
ダルビッシュは「ああいうことをパブリックのところでしてしまっている以上はちゃんとMLBとかも、それなりの処置をしないといけないとは思います」としたうえで「これによってまたいろいろな人が学べると思うので、人類として――本当に大きなことになるけど、人類としてまた一つ学んで、前に行くステップにできれば、ただのミスで終わらないんじゃないかなと思います」と話した。ダルビッシュのこうした抑制的反応について、MLB機構コミッショナーのロブ・マンフレッドは「模範的」と賞賛した。マンフレッドは翌日の第4戦試合前に記者会見を行い、グリエルに2018年シーズンの開幕5試合出場停止処分を課すと発表した。この年のMLBでは、差別的言動をした選手に対する出場停止処分は2試合が相場であり、今回はそれよりも重い処分となる。ただ、今シリーズには第4戦以降も出場することが可能である。出場停止処分が今シリーズ中に開始しないこととなった理由として、以下の要因が挙げられる。
- レギュラーシーズンの出場停止期間中は給与が没収されるが、ポストシーズンはその対象外であること。グリエルは今回の出場停止処分により、32万2581ドルを失うことになる。
- 選手会から「もし今シリーズ中の出場停止を見合わせてもらえるなら、5試合という長期の処分にも異議申し立てをしない」という働きかけがあったこと。
- マンフレッドがグリエルとダルビッシュの双方と面会したところ、グリエルは悔恨の念を示し、ダルビッシュは「彼が受ける社会的制裁はMLB機構の処分より遥かに重くなる」としてシリーズの出場停止処分に否定的な見解を伝えたこと。
- シリーズ中の処分となるとグリエル以外のアストロズの24選手にまで影響がおよぶため、それでは公平な処分とはならないとマンフレッドが考えたこと。

マンフレッドは「野球界にあのような振る舞いが認められる余地は存在しない。これは私自身、コミッショナー事務局、アストロズとドジャース、また両球団のオーナー、そして選手会の完全一致による見解だ」と表明し、グリエルは処分発表を受けて「昨夜の試合中に私がした擁護のしようもない侮蔑的仕草により、不愉快な思いをした全ての人に心からお詫びいたします。非常に後悔しています」と謝罪した。ダルビッシュは「ワールドシリーズは大きなことだから、ワールドシリーズでサスペンションにするのはフェアではないというのは、なんとなくわかる気はする」と裁定に一定の理解を示し、第4戦終了後には「もう終わったことです」と騒動に一区切りをつける意向を表明した。

### 第4戦 10月28日
- ミニッツメイド・パーク（テキサス州ヒューストン）

|                          | 1 | 2 | 3 | 4 | 5 | 6 | 7 | 8 | 9 | R | H | E |
| ------------------------ | - | - | - | - | - | - | - | - | - | - | - | - |
| ロサンゼルス・ドジャース | 0 | 0 | 0 | 0 | 0 | 0 | 1 | 0 | 5 | 6 | 7 | 0 |
| ヒューストン・アストロズ | 0 | 0 | 0 | 0 | 0 | 1 | 0 | 0 | 1 | 2 | 2 | 0 |

1. 勝利：トニー・ワトソン（1勝）
2. 敗戦：ケン・ジャイルズ（1敗）
3. 本塁打
LAD：ジョク・ピーダーソン2号3ラン
HOU：ジョージ・スプリンガー2号ソロ、アレックス・ブレグマン2号ソロ
4. 審判
［球審］ラス・ディアス
［塁審］一塁: ビル・ミラー、二塁: ダン・アイアソーニャ、三塁: マーク・ウェグナー
［外審］左翼: ポール・ナウアート、右翼: ジェリー・デービス
5. 試合開始時刻: 中部夏時間（UTC-5）午後7時20分  試合時間: 3時間6分  観客: 4万3322人  気温: 67°F（19.4°C）
詳細: MLB.com Gameday / ESPN.com / Baseball-Reference.com / FanGraphs

| ロサンゼルス・ドジャース | ロサンゼルス・ドジャース | ロサンゼルス・ドジャース | ロサンゼルス・ドジャース | ロサンゼルス・ドジャース | ヒューストン・アストロズ | ヒューストン・アストロズ | ヒューストン・アストロズ | ヒューストン・アストロズ | ヒューストン・アストロズ |
| ------------------------ | ------------------------ | ------------------------ | ------------------------ | --- | ------------------------ | ------------------------ | ------------------------ | ------------------------ | --- |
| 打順                     | 守備                     | 選手                     | 打席                     | A・ウッドA・バーンズC・ベリン · ジャーL・フォーサイスJ・ターナーC・シーガーE・ヘルナンデスC・テイラーY・プイグJ・ピーダーソン | 打順                     | 守備                     | 選手                     | 打席                     | C・モートンB・マッキャンY・グリエルJ・アルトゥーベA・ブレグマンC・コレアM・ゴンザレスG・スプリンガーJ・レディックE・ガティス |
| 1                        | 中                       | C・テイラー              | 右                       | A・ウッドA・バーンズC・ベリン · ジャーL・フォーサイスJ・ターナーC・シーガーE・ヘルナンデスC・テイラーY・プイグJ・ピーダーソン | 1                        | 中                       | G・スプリンガー          | 右                       | C・モートンB・マッキャンY・グリエルJ・アルトゥーベA・ブレグマンC・コレアM・ゴンザレスG・スプリンガーJ・レディックE・ガティス |
| 2                        | 遊                       | C・シーガー              | 左                       | A・ウッドA・バーンズC・ベリン · ジャーL・フォーサイスJ・ターナーC・シーガーE・ヘルナンデスC・テイラーY・プイグJ・ピーダーソン | 2                        | 三                       | A・ブレグマン            | 右                       | C・モートンB・マッキャンY・グリエルJ・アルトゥーベA・ブレグマンC・コレアM・ゴンザレスG・スプリンガーJ・レディックE・ガティス |
| 3                        | 三                       | J・ターナー              | 右                       | A・ウッドA・バーンズC・ベリン · ジャーL・フォーサイスJ・ターナーC・シーガーE・ヘルナンデスC・テイラーY・プイグJ・ピーダーソン | 3                        | 二                       | J・アルトゥーベ          | 右                       | C・モートンB・マッキャンY・グリエルJ・アルトゥーベA・ブレグマンC・コレアM・ゴンザレスG・スプリンガーJ・レディックE・ガティス |
| 4                        | 一                       | C・ベリンジャー          | 左                       | A・ウッドA・バーンズC・ベリン · ジャーL・フォーサイスJ・ターナーC・シーガーE・ヘルナンデスC・テイラーY・プイグJ・ピーダーソン | 4                        | 遊                       | C・コレア                | 右                       | C・モートンB・マッキャンY・グリエルJ・アルトゥーベA・ブレグマンC・コレアM・ゴンザレスG・スプリンガーJ・レディックE・ガティス |
| 5                        | 右                       | Y・プイグ                | 右                       | A・ウッドA・バーンズC・ベリン · ジャーL・フォーサイスJ・ターナーC・シーガーE・ヘルナンデスC・テイラーY・プイグJ・ピーダーソン | 5                        | 一                       | Y・グリエル              | 右                       | C・モートンB・マッキャンY・グリエルJ・アルトゥーベA・ブレグマンC・コレアM・ゴンザレスG・スプリンガーJ・レディックE・ガティス |
| 6                        | 二                       | L・フォーサイス          | 右                       | A・ウッドA・バーンズC・ベリン · ジャーL・フォーサイスJ・ターナーC・シーガーE・ヘルナンデスC・テイラーY・プイグJ・ピーダーソン | 6                        | 右                       | J・レディック            | 左                       | C・モートンB・マッキャンY・グリエルJ・アルトゥーベA・ブレグマンC・コレアM・ゴンザレスG・スプリンガーJ・レディックE・ガティス |
| 7                        | 捕                       | A・バーンズ              | 右                       | A・ウッドA・バーンズC・ベリン · ジャーL・フォーサイスJ・ターナーC・シーガーE・ヘルナンデスC・テイラーY・プイグJ・ピーダーソン | 7                        | DH                       | E・ガティス              | 右                       | C・モートンB・マッキャンY・グリエルJ・アルトゥーベA・ブレグマンC・コレアM・ゴンザレスG・スプリンガーJ・レディックE・ガティス |
| 8                        | DH                       | J・ピーダーソン          | 左                       | A・ウッドA・バーンズC・ベリン · ジャーL・フォーサイスJ・ターナーC・シーガーE・ヘルナンデスC・テイラーY・プイグJ・ピーダーソン | 8                        | 左                       | M・ゴンザレス            | 両                       | C・モートンB・マッキャンY・グリエルJ・アルトゥーベA・ブレグマンC・コレアM・ゴンザレスG・スプリンガーJ・レディックE・ガティス |
| 9                        | 左                       | E・ヘルナンデス          | 右                       | A・ウッドA・バーンズC・ベリン · ジャーL・フォーサイスJ・ターナーC・シーガーE・ヘルナンデスC・テイラーY・プイグJ・ピーダーソン | 9                        | 捕                       | B・マッキャン            | 左                       | C・モートンB・マッキャンY・グリエルJ・アルトゥーベA・ブレグマンC・コレアM・ゴンザレスG・スプリンガーJ・レディックE・ガティス |
| 先発投手                 | 先発投手                 | 先発投手                 | 投球                     | A・ウッドA・バーンズC・ベリン · ジャーL・フォーサイスJ・ターナーC・シーガーE・ヘルナンデスC・テイラーY・プイグJ・ピーダーソン | 先発投手                 | 先発投手                 | 先発投手                 | 投球                     | C・モートンB・マッキャンY・グリエルJ・アルトゥーベA・ブレグマンC・コレアM・ゴンザレスG・スプリンガーJ・レディックE・ガティス |
| A・ウッド                | A・ウッド                | A・ウッド                | 左                       | A・ウッドA・バーンズC・ベリン · ジャーL・フォーサイスJ・ターナーC・シーガーE・ヘルナンデスC・テイラーY・プイグJ・ピーダーソン | C・モートン              | C・モートン              | C・モートン              | 右                       | C・モートンB・マッキャンY・グリエルJ・アルトゥーベA・ブレグマンC・コレアM・ゴンザレスG・スプリンガーJ・レディックE・ガティス |

### 第5戦 10月29日
- ミニッツメイド・パーク（テキサス州ヒューストン）

|                          | 1 | 2 | 3 | 4 | 5 | 6 | 7 | 8 | 9 | 10 | R  | H  | E |
| ------------------------ | - | - | - | - | - | - | - | - | - | -- | -- | -- | - |
| ロサンゼルス・ドジャース | 3 | 0 | 0 | 1 | 3 | 0 | 1 | 1 | 3 | 0  | 12 | 14 | 1 |
| ヒューストン・アストロズ | 0 | 0 | 0 | 4 | 3 | 0 | 4 | 1 | 0 | 1x | 13 | 14 | 1 |

1. 勝利：ジョー・マスグローブ（1勝）
2. 敗戦：ケンリー・ジャンセン（1敗1S）
3. 本塁打
LAD：コディ・ベリンジャー1号3ラン、ヤシエル・プイグ2号2ラン
HOU：ユリ・グリエル2号3ラン、ホセ・アルトゥーベ2号3ラン、ジョージ・スプリンガー3号ソロ、カルロス・コレア2号2ラン、ブライアン・マッキャン1号ソロ
4. 審判
［球審］ビル・ミラー
［塁審］一塁: ダン・アイアソーニャ、二塁: マーク・ウェグナー、三塁: ポール・ナウアート
［外審］左翼: ジェリー・デービス、右翼: ラス・ディアス
5. 試合開始時刻: 中部夏時間（UTC-5）午後7時21分  試合時間: 5時間17分  観客: 4万3300人  気温: 69°F（20.6°C）
詳細: MLB.com Gameday / ESPN.com / Baseball-Reference.com / FanGraphs

| ロサンゼルス・ドジャース | ロサンゼルス・ドジャース | ロサンゼルス・ドジャース | ロサンゼルス・ドジャース | ロサンゼルス・ドジャース | ヒューストン・アストロズ | ヒューストン・アストロズ | ヒューストン・アストロズ | ヒューストン・アストロズ | ヒューストン・アストロズ |
| ------------------------ | ------------------------ | ------------------------ | ------------------------ | --- | ------------------------ | ------------------------ | ------------------------ | ------------------------ | --- |
| 打順                     | 守備                     | 選手                     | 打席                     | C・カーショウA・バーンズC・ベリン · ジャーC・カルバーソンL・フォー · サイスC・シーガーE・ヘルナンデスC・テイラーY・プイグJ・ターナー | 打順                     | 守備                     | 選手                     | 打席                     | D・カイケルB・マッキャンY・グリエルJ・アルトゥーベA・ブレグマンC・コレアM・ゴンザレスG・スプリンガーJ・レディックE・ガティス |
| 1                        | 中                       | C・テイラー              | 右                       | C・カーショウA・バーンズC・ベリン · ジャーC・カルバーソンL・フォー · サイスC・シーガーE・ヘルナンデスC・テイラーY・プイグJ・ターナー | 1                        | 中                       | G・スプリンガー          | 右                       | D・カイケルB・マッキャンY・グリエルJ・アルトゥーベA・ブレグマンC・コレアM・ゴンザレスG・スプリンガーJ・レディックE・ガティス |
| 2                        | 遊                       | C・シーガー              | 左                       | C・カーショウA・バーンズC・ベリン · ジャーC・カルバーソンL・フォー · サイスC・シーガーE・ヘルナンデスC・テイラーY・プイグJ・ターナー | 2                        | 三                       | A・ブレグマン            | 右                       | D・カイケルB・マッキャンY・グリエルJ・アルトゥーベA・ブレグマンC・コレアM・ゴンザレスG・スプリンガーJ・レディックE・ガティス |
| 3                        | DH                       | J・ターナー              | 右                       | C・カーショウA・バーンズC・ベリン · ジャーC・カルバーソンL・フォー · サイスC・シーガーE・ヘルナンデスC・テイラーY・プイグJ・ターナー | 3                        | 二                       | J・アルトゥーベ          | 右                       | D・カイケルB・マッキャンY・グリエルJ・アルトゥーベA・ブレグマンC・コレアM・ゴンザレスG・スプリンガーJ・レディックE・ガティス |
| 4                        | 左                       | E・ヘルナンデス          | 右                       | C・カーショウA・バーンズC・ベリン · ジャーC・カルバーソンL・フォー · サイスC・シーガーE・ヘルナンデスC・テイラーY・プイグJ・ターナー | 4                        | 遊                       | C・コレア                | 右                       | D・カイケルB・マッキャンY・グリエルJ・アルトゥーベA・ブレグマンC・コレアM・ゴンザレスG・スプリンガーJ・レディックE・ガティス |
| 5                        | 一                       | C・ベリンジャー          | 左                       | C・カーショウA・バーンズC・ベリン · ジャーC・カルバーソンL・フォー · サイスC・シーガーE・ヘルナンデスC・テイラーY・プイグJ・ターナー | 5                        | 一                       | Y・グリエル              | 右                       | D・カイケルB・マッキャンY・グリエルJ・アルトゥーベA・ブレグマンC・コレアM・ゴンザレスG・スプリンガーJ・レディックE・ガティス |
| 6                        | 三                       | L・フォーサイス          | 右                       | C・カーショウA・バーンズC・ベリン · ジャーC・カルバーソンL・フォー · サイスC・シーガーE・ヘルナンデスC・テイラーY・プイグJ・ターナー | 6                        | 右                       | J・レディック            | 左                       | D・カイケルB・マッキャンY・グリエルJ・アルトゥーベA・ブレグマンC・コレアM・ゴンザレスG・スプリンガーJ・レディックE・ガティス |
| 7                        | 右                       | Y・プイグ                | 右                       | C・カーショウA・バーンズC・ベリン · ジャーC・カルバーソンL・フォー · サイスC・シーガーE・ヘルナンデスC・テイラーY・プイグJ・ターナー | 7                        | DH                       | E・ガティス              | 右                       | D・カイケルB・マッキャンY・グリエルJ・アルトゥーベA・ブレグマンC・コレアM・ゴンザレスG・スプリンガーJ・レディックE・ガティス |
| 8                        | 捕                       | A・バーンズ              | 右                       | C・カーショウA・バーンズC・ベリン · ジャーC・カルバーソンL・フォー · サイスC・シーガーE・ヘルナンデスC・テイラーY・プイグJ・ターナー | 8                        | 左                       | M・ゴンザレス            | 両                       | D・カイケルB・マッキャンY・グリエルJ・アルトゥーベA・ブレグマンC・コレアM・ゴンザレスG・スプリンガーJ・レディックE・ガティス |
| 9                        | 二                       | C・カルバーソン          | 右                       | C・カーショウA・バーンズC・ベリン · ジャーC・カルバーソンL・フォー · サイスC・シーガーE・ヘルナンデスC・テイラーY・プイグJ・ターナー | 9                        | 捕                       | B・マッキャン            | 左                       | D・カイケルB・マッキャンY・グリエルJ・アルトゥーベA・ブレグマンC・コレアM・ゴンザレスG・スプリンガーJ・レディックE・ガティス |
| 先発投手                 | 先発投手                 | 先発投手                 | 投球                     | C・カーショウA・バーンズC・ベリン · ジャーC・カルバーソンL・フォー · サイスC・シーガーE・ヘルナンデスC・テイラーY・プイグJ・ターナー | 先発投手                 | 先発投手                 | 先発投手                 | 投球                     | D・カイケルB・マッキャンY・グリエルJ・アルトゥーベA・ブレグマンC・コレアM・ゴンザレスG・スプリンガーJ・レディックE・ガティス |
| C・カーショウ            | C・カーショウ            | C・カーショウ            | 左                       | C・カーショウA・バーンズC・ベリン · ジャーC・カルバーソンL・フォー · サイスC・シーガーE・ヘルナンデスC・テイラーY・プイグJ・ターナー | D・カイケル              | D・カイケル              | D・カイケル              | 左                       | D・カイケルB・マッキャンY・グリエルJ・アルトゥーベA・ブレグマンC・コレアM・ゴンザレスG・スプリンガーJ・レディックE・ガティス |

### 第6戦 10月31日
- ドジャー・スタジアム（カリフォルニア州ロサンゼルス）

|                          | 1 | 2 | 3 | 4 | 5 | 6 | 7 | 8 | 9 | R | H | E |
| ------------------------ | - | - | - | - | - | - | - | - | - | - | - | - |
| ヒューストン・アストロズ | 0 | 0 | 1 | 0 | 0 | 0 | 0 | 0 | 0 | 1 | 6 | 0 |
| ロサンゼルス・ドジャース | 0 | 0 | 0 | 0 | 0 | 2 | 1 | 0 | X | 3 | 5 | 0 |

1. 勝利：トニー・ワトソン（2勝）
2. セーブ：ケンリー・ジャンセン（1敗2S）
3. 敗戦：ジャスティン・バーランダー（1敗）
4. 本塁打
HOU：ジョージ・スプリンガー4号ソロ
LAD：ジョク・ピーダーソン3号ソロ
5. 審判
［球審］ダン・アイアソーニャ
［塁審］一塁: マーク・ウェグナー、二塁: ポール・ナウアート、三塁: ジェリー・デービス
［外審］左翼: ラス・ディアス、右翼: ビル・ミラー
6. 試合開始時刻: 太平洋夏時間（UTC-7）午後5時21分  試合時間: 3時間22分  観客: 5万4128人  気温: 67°F（19.4°C）
詳細: MLB.com Gameday / ESPN.com / Baseball-Reference.com / FanGraphs

| ヒューストン・アストロズ | ヒューストン・アストロズ | ヒューストン・アストロズ | ヒューストン・アストロズ | ヒューストン・アストロズ | ロサンゼルス・ドジャース | ロサンゼルス・ドジャース | ロサンゼルス・ドジャース | ロサンゼルス・ドジャース | ロサンゼルス・ドジャース                                                                                             |
| ------------------------ | ------------------------ | ------------------------ | ------------------------ | --- | ------------------------ | ------------------------ | ------------------------ | ------------------------ | --- |
| 打順                     | 守備                     | 選手                     | 打席                     | J・バーランダーB・マッキャンY・グリエルJ・アルトゥーベA・ブレグマンC・コレアM・ゴンザレスG・スプリンガーJ・レディック（なし） | 打順                     | 守備                     | 選手                     | 打席                     | R・ヒルA・バーンズC・ベリン · ジャーL・フォーサイスJ・ターナーC・シーガーJ・ピーダーソンC・テイラーY・プイグ（なし） |
| 1                        | 中                       | G・スプリンガー          | 右                       | J・バーランダーB・マッキャンY・グリエルJ・アルトゥーベA・ブレグマンC・コレアM・ゴンザレスG・スプリンガーJ・レディック（なし） | 1                        | 中                       | C・テイラー              | 右                       | R・ヒルA・バーンズC・ベリン · ジャーL・フォーサイスJ・ターナーC・シーガーJ・ピーダーソンC・テイラーY・プイグ（なし） |
| 2                        | 三                       | A・ブレグマン            | 右                       | J・バーランダーB・マッキャンY・グリエルJ・アルトゥーベA・ブレグマンC・コレアM・ゴンザレスG・スプリンガーJ・レディック（なし） | 2                        | 遊                       | C・シーガー              | 左                       | R・ヒルA・バーンズC・ベリン · ジャーL・フォーサイスJ・ターナーC・シーガーJ・ピーダーソンC・テイラーY・プイグ（なし） |
| 3                        | 二                       | J・アルトゥーベ          | 右                       | J・バーランダーB・マッキャンY・グリエルJ・アルトゥーベA・ブレグマンC・コレアM・ゴンザレスG・スプリンガーJ・レディック（なし） | 3                        | 三                       | J・ターナー              | 右                       | R・ヒルA・バーンズC・ベリン · ジャーL・フォーサイスJ・ターナーC・シーガーJ・ピーダーソンC・テイラーY・プイグ（なし） |
| 4                        | 遊                       | C・コレア                | 右                       | J・バーランダーB・マッキャンY・グリエルJ・アルトゥーベA・ブレグマンC・コレアM・ゴンザレスG・スプリンガーJ・レディック（なし） | 4                        | 一                       | C・ベリンジャー          | 左                       | R・ヒルA・バーンズC・ベリン · ジャーL・フォーサイスJ・ターナーC・シーガーJ・ピーダーソンC・テイラーY・プイグ（なし） |
| 5                        | 一                       | Y・グリエル              | 右                       | J・バーランダーB・マッキャンY・グリエルJ・アルトゥーベA・ブレグマンC・コレアM・ゴンザレスG・スプリンガーJ・レディック（なし） | 5                        | 右                       | Y・プイグ                | 右                       | R・ヒルA・バーンズC・ベリン · ジャーL・フォーサイスJ・ターナーC・シーガーJ・ピーダーソンC・テイラーY・プイグ（なし） |
| 6                        | 捕                       | B・マッキャン            | 左                       | J・バーランダーB・マッキャンY・グリエルJ・アルトゥーベA・ブレグマンC・コレアM・ゴンザレスG・スプリンガーJ・レディック（なし） | 6                        | 左                       | J・ピーダーソン          | 左                       | R・ヒルA・バーンズC・ベリン · ジャーL・フォーサイスJ・ターナーC・シーガーJ・ピーダーソンC・テイラーY・プイグ（なし） |
| 7                        | 左                       | M・ゴンザレス            | 両                       | J・バーランダーB・マッキャンY・グリエルJ・アルトゥーベA・ブレグマンC・コレアM・ゴンザレスG・スプリンガーJ・レディック（なし） | 7                        | 二                       | L・フォーサイス          | 右                       | R・ヒルA・バーンズC・ベリン · ジャーL・フォーサイスJ・ターナーC・シーガーJ・ピーダーソンC・テイラーY・プイグ（なし） |
| 8                        | 右                       | J・レディック            | 左                       | J・バーランダーB・マッキャンY・グリエルJ・アルトゥーベA・ブレグマンC・コレアM・ゴンザレスG・スプリンガーJ・レディック（なし） | 8                        | 捕                       | A・バーンズ              | 右                       | R・ヒルA・バーンズC・ベリン · ジャーL・フォーサイスJ・ターナーC・シーガーJ・ピーダーソンC・テイラーY・プイグ（なし） |
| 9                        | 投                       | J・バーランダー          | 右                       | J・バーランダーB・マッキャンY・グリエルJ・アルトゥーベA・ブレグマンC・コレアM・ゴンザレスG・スプリンガーJ・レディック（なし） | 9                        | 投                       | R・ヒル                  | 左                       | R・ヒルA・バーンズC・ベリン · ジャーL・フォーサイスJ・ターナーC・シーガーJ・ピーダーソンC・テイラーY・プイグ（なし） |
| 先発投手                 | 先発投手                 | 先発投手                 | 投球                     | J・バーランダーB・マッキャンY・グリエルJ・アルトゥーベA・ブレグマンC・コレアM・ゴンザレスG・スプリンガーJ・レディック（なし） | 先発投手                 | 先発投手                 | 先発投手                 | 投球                     | R・ヒルA・バーンズC・ベリン · ジャーL・フォーサイスJ・ターナーC・シーガーJ・ピーダーソンC・テイラーY・プイグ（なし） |
| J・バーランダー          | J・バーランダー          | J・バーランダー          | 右                       | J・バーランダーB・マッキャンY・グリエルJ・アルトゥーベA・ブレグマンC・コレアM・ゴンザレスG・スプリンガーJ・レディック（なし） | R・ヒル                  | R・ヒル                  | R・ヒル                  | 左                       | R・ヒルA・バーンズC・ベリン · ジャーL・フォーサイスJ・ターナーC・シーガーJ・ピーダーソンC・テイラーY・プイグ（なし） |

### 第7戦 11月1日
- ドジャー・スタジアム（カリフォルニア州ロサンゼルス）

|                          | 1 | 2 | 3 | 4 | 5 | 6 | 7 | 8 | 9 | R | H | E |
| ------------------------ | - | - | - | - | - | - | - | - | - | - | - | - |
| ヒューストン・アストロズ | 2 | 3 | 0 | 0 | 0 | 0 | 0 | 0 | 0 | 5 | 5 | 0 |
| ロサンゼルス・ドジャース | 0 | 0 | 0 | 0 | 0 | 1 | 0 | 0 | 0 | 1 | 6 | 1 |

1. 勝利：チャーリー・モートン（1勝）
2. 敗戦：ダルビッシュ有（2敗）
3. 本塁打
HOU：ジョージ・スプリンガー5号2ラン
4. 審判
［球審］マーク・ウェグナー
［塁審］一塁: ポール・ナウアート、二塁: ジェリー・デービス、三塁: ラス・ディアス
［外審］左翼: ビル・ミラー、右翼: ダン・アイアソーニャ
5. 試合開始時刻: 太平洋夏時間（UTC-7）午後5時21分  試合時間: 3時間37分  観客: 5万4124人  気温: 69°F（20.6°C）
詳細: MLB.com Gameday / ESPN.com / Baseball-Reference.com / FanGraphs

| ヒューストン・アストロズ | ヒューストン・アストロズ | ヒューストン・アストロズ | ヒューストン・アストロズ | ヒューストン・アストロズ | ロサンゼルス・ドジャース | ロサンゼルス・ドジャース | ロサンゼルス・ドジャース | ロサンゼルス・ドジャース | ロサンゼルス・ドジャース |
| ------------------------ | ------------------------ | ------------------------ | ------------------------ | --- | ------------------------ | ------------------------ | ------------------------ | ------------------------ | --- |
| 打順                     | 守備                     | 選手                     | 打席                     | L・マッカラーズJr.B・マッキャンY・グリエルJ・アルトゥーベA・ブレグマンC・コレアM・ゴンザレスG・スプリンガーJ・レディック（なし） | 打順                     | 守備                     | 選手                     | 打席                     | ダルビッシュ有A・バーンズC・ベリン · ジャーL・フォーサイスJ・ターナーC・シーガーJ・ピーダーソンC・テイラーY・プイグ（なし） |
| 1                        | 中                       | G・スプリンガー          | 右                       | L・マッカラーズJr.B・マッキャンY・グリエルJ・アルトゥーベA・ブレグマンC・コレアM・ゴンザレスG・スプリンガーJ・レディック（なし） | 1                        | 中                       | C・テイラー              | 右                       | ダルビッシュ有A・バーンズC・ベリン · ジャーL・フォーサイスJ・ターナーC・シーガーJ・ピーダーソンC・テイラーY・プイグ（なし） |
| 2                        | 三                       | A・ブレグマン            | 右                       | L・マッカラーズJr.B・マッキャンY・グリエルJ・アルトゥーベA・ブレグマンC・コレアM・ゴンザレスG・スプリンガーJ・レディック（なし） | 2                        | 遊                       | C・シーガー              | 左                       | ダルビッシュ有A・バーンズC・ベリン · ジャーL・フォーサイスJ・ターナーC・シーガーJ・ピーダーソンC・テイラーY・プイグ（なし） |
| 3                        | 二                       | J・アルトゥーベ          | 右                       | L・マッカラーズJr.B・マッキャンY・グリエルJ・アルトゥーベA・ブレグマンC・コレアM・ゴンザレスG・スプリンガーJ・レディック（なし） | 3                        | 三                       | J・ターナー              | 右                       | ダルビッシュ有A・バーンズC・ベリン · ジャーL・フォーサイスJ・ターナーC・シーガーJ・ピーダーソンC・テイラーY・プイグ（なし） |
| 4                        | 遊                       | C・コレア                | 右                       | L・マッカラーズJr.B・マッキャンY・グリエルJ・アルトゥーベA・ブレグマンC・コレアM・ゴンザレスG・スプリンガーJ・レディック（なし） | 4                        | 一                       | C・ベリンジャー          | 左                       | ダルビッシュ有A・バーンズC・ベリン · ジャーL・フォーサイスJ・ターナーC・シーガーJ・ピーダーソンC・テイラーY・プイグ（なし） |
| 5                        | 一                       | Y・グリエル              | 右                       | L・マッカラーズJr.B・マッキャンY・グリエルJ・アルトゥーベA・ブレグマンC・コレアM・ゴンザレスG・スプリンガーJ・レディック（なし） | 5                        | 右                       | Y・プイグ                | 右                       | ダルビッシュ有A・バーンズC・ベリン · ジャーL・フォーサイスJ・ターナーC・シーガーJ・ピーダーソンC・テイラーY・プイグ（なし） |
| 6                        | 捕                       | B・マッキャン            | 左                       | L・マッカラーズJr.B・マッキャンY・グリエルJ・アルトゥーベA・ブレグマンC・コレアM・ゴンザレスG・スプリンガーJ・レディック（なし） | 6                        | 左                       | J・ピーダーソン          | 左                       | ダルビッシュ有A・バーンズC・ベリン · ジャーL・フォーサイスJ・ターナーC・シーガーJ・ピーダーソンC・テイラーY・プイグ（なし） |
| 7                        | 左                       | M・ゴンザレス            | 両                       | L・マッカラーズJr.B・マッキャンY・グリエルJ・アルトゥーベA・ブレグマンC・コレアM・ゴンザレスG・スプリンガーJ・レディック（なし） | 7                        | 二                       | L・フォーサイス          | 右                       | ダルビッシュ有A・バーンズC・ベリン · ジャーL・フォーサイスJ・ターナーC・シーガーJ・ピーダーソンC・テイラーY・プイグ（なし） |
| 8                        | 右                       | J・レディック            | 左                       | L・マッカラーズJr.B・マッキャンY・グリエルJ・アルトゥーベA・ブレグマンC・コレアM・ゴンザレスG・スプリンガーJ・レディック（なし） | 8                        | 捕                       | A・バーンズ              | 右                       | ダルビッシュ有A・バーンズC・ベリン · ジャーL・フォーサイスJ・ターナーC・シーガーJ・ピーダーソンC・テイラーY・プイグ（なし） |
| 9                        | 投                       | L・マッカラーズJr.       | 左                       | L・マッカラーズJr.B・マッキャンY・グリエルJ・アルトゥーベA・ブレグマンC・コレアM・ゴンザレスG・スプリンガーJ・レディック（なし） | 9                        | 投                       | ダルビッシュ有           | 右                       | ダルビッシュ有A・バーンズC・ベリン · ジャーL・フォーサイスJ・ターナーC・シーガーJ・ピーダーソンC・テイラーY・プイグ（なし） |
| 先発投手                 | 先発投手                 | 先発投手                 | 投球                     | L・マッカラーズJr.B・マッキャンY・グリエルJ・アルトゥーベA・ブレグマンC・コレアM・ゴンザレスG・スプリンガーJ・レディック（なし） | 先発投手                 | 先発投手                 | 先発投手                 | 投球                     | ダルビッシュ有A・バーンズC・ベリン · ジャーL・フォーサイスJ・ターナーC・シーガーJ・ピーダーソンC・テイラーY・プイグ（なし） |
| L・マッカラーズJr.       | L・マッカラーズJr.       | L・マッカラーズJr.       | 右                       | L・マッカラーズJr.B・マッキャンY・グリエルJ・アルトゥーベA・ブレグマンC・コレアM・ゴンザレスG・スプリンガーJ・レディック（なし） | ダルビッシュ有           | ダルビッシュ有           | ダルビッシュ有           | 右                       | ダルビッシュ有A・バーンズC・ベリン · ジャーL・フォーサイスJ・ターナーC・シーガーJ・ピーダーソンC・テイラーY・プイグ（なし） |

## セレモニー
試合前のアメリカ合衆国国歌『星条旗』独唱・重唱と始球式、およびセブンス・イニング・ストレッチにおける『ゴッド・ブレス・アメリカ』独唱を行った人物・グループは、それぞれ以下の通り。
| 試合  | 国歌独唱・重唱                            | 始球式                                            | 始球式                                  | 『ゴッド・ブレス・アメリカ』独唱                    |
| 試合  | 国歌独唱・重唱                            | 投手役                                            | 捕手役                                  | 『ゴッド・ブレス・アメリカ』独唱                    |
| ----- | ----------------------------------------- | ------------------------------------------------- | --------------------------------------- | --------------------------------------------------- |
| 第1戦 | キース・ウィリアムズJr.                   | ジャッキー・ロビンソンの 娘シャロンと息子デビッド | （不明）                                | マイク・ダラガー （アメリカ沿岸警備隊二等兵曹）     |
| 第2戦 | ブラッド・ペイズリー                      | ビン・スカリー フェルナンド・バレンズエラ         | スティーブ・イェーガー                  | デジョン・フルージェイ （アメリカ空軍技能軍曹）     |
| 第3戦 | プロミス・ハリス （テキサス空軍州兵）     | J・J・ワット （ヒューストン・テキサンズ）         | ダラス・カイケル                        | マーク・ミラー （ヒューストン市消防局）             |
| 第4戦 | ヒューストン市警察カルテット              | ヘイリー・ドーソン                                | ホセ・アルトゥーベ                      | ティフォニー・オールダム （アメリカ陸軍一等軍曹）   |
| 第5戦 | クレイ・ウォーカー                        | ジョージ・W・ブッシュ                             | ジャスティン・バーランダー              | アンジェラ・マシューズ （アメリカ空軍軍曹）         |
| 第6戦 | ロザリンド・カリー （ロサンゼルス市警察） | オーレル・ハーシュハイザー、 トミー・ラソーダ     | （不明）                                | ジェフ・スミス （アメリカ陸軍二等准尉）             |
| 第7戦 | ロサンゼルス市警察カルテット              | サンディー・コーファックス、 ドン・ニューカム     | スティーブ・ガービー、 リック・マンデイ | マイケル・ポルマンティアー （アメリカ陸軍二等軍曹） |

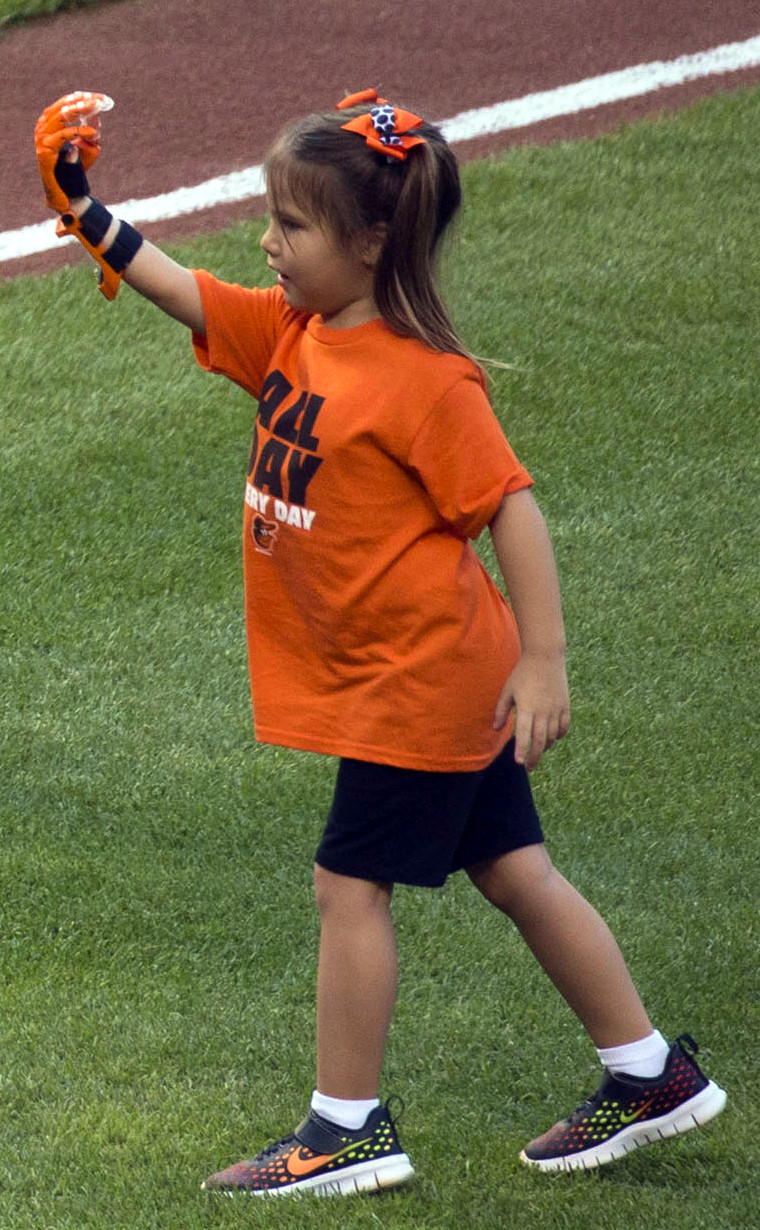
ヘイリー・ドーソン（写真は2015年8月17日撮影）

第2戦の始球式には、まずビン・スカリーが登場した。スカリーは1950年から2016年まで67年間にわたってドジャース専属アナウンサーを務めており、この日はマイクを持ってマウンドに上がった。観客がスカリーの名前を連呼するなか「スカリーはもういるからいいんだ、それより捕手を呼んでくれ」と、捕手役にスティーブ・イェーガーを呼び寄せて投球動作に入った。しかしボールを持った左腕を上げたところで動作を止めて「回旋筋腱板を痛めてしまった、これでは投げられない。申し訳ないがリリーフを仰ごう、サウスポーはいるか？」と述べた。すると三塁側ダグアウトからフェルナンド・バレンズエラが姿を表し、大歓声のなかでスカリーの代わりにボールを投じた。最後は3人が並び、スカリーの決めぜりふ "It's time for Dodger baseball!" を観客と唱和した。

第4戦で始球式を行ったヘイリー・ドーソンは、当時ネバダ州ヘンダーソン在住の7歳の女児である。彼女は胎内にいたとき母体からの血液供給量が少なかったため、ポーランド症候群という先天性疾患にかかり、右手の人差し指・中指・薬指がない状態で生まれてきた。一般的な義手は高額なうえに発育に合わせて買い換える必要があるため、母親が2014年、ネバダ大学ラスベガス校（UNLV）工学部に安価な新型義手の製作を依頼した。6か月におよぶ試作の末、手首の曲げ伸ばしと連動して掌部を開いたり閉じたりできる義手が、3Dプリンターを用いて作られた。ドーソンはこの義手によりボールを掴めるようになり、2015年になるとまずUNLV野球部の試合で、続いて一家揃ってファンというボルチモア・オリオールズの試合で、始球式を行った。2017年にスポーツ情報サイト "ブリーチャー・リポート" が、ドーソンが「MLB全30球場で始球式をしたい」と夢見ていることをTwitterに投稿すると、各球団から始球式への招待が相次ぎ、9月にはMLB機構がシリーズ第4戦での起用を決めた。ワールドシリーズで始球式を行う人物は、通常であればMLB機構とシリーズ出場球団が共同で決めるが、ドーソンの起用については全30球団が賛成していたという。当日、ドーソンは試合前にアンソニー・リゾやジャスティン・バーランダー、マリアノ・リベラらと交流し、本番ではホセ・アルトゥーベを捕手役に下手投げでボールを投じた。

## テレビ中継

### アメリカ合衆国

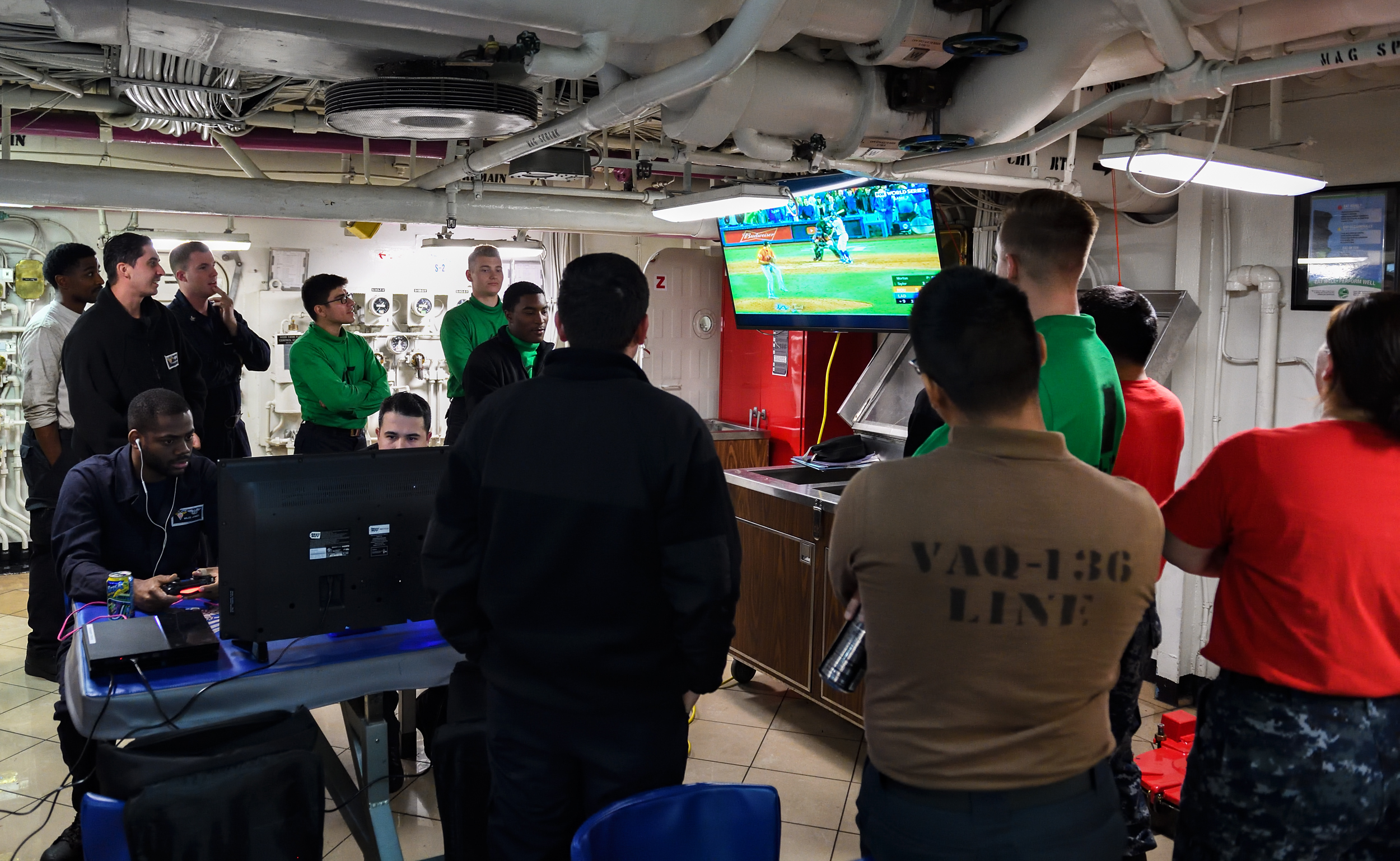
太平洋を航行中の航空母艦 "カール・ヴィンソン" 内で、シリーズ第7戦のテレビ中継を見守るアメリカ海軍の乗組員たち

アメリカ合衆国におけるテレビ中継はFOXが放送した。実況はジョー・バックが、解説はジョン・スモルツが、フィールドリポートはケン・ローゼンタールとトム・バードゥッチが、それぞれ務めた。また試合前にはケビン・バークハート進行のコーナーがあり、キース・ヘルナンデス、デビッド・オルティーズ、アレックス・ロドリゲス、フランク・トーマスが出演して試合の見所などを語った。FOXがスポンサー企業に販売したCM放送枠の価格は、30秒あたり63万5000ドルと推定されている。
全7試合の平均視聴率は10.7%で、前年から2.4ポイント下降した。シリーズを通しての、全米および出場両チームの本拠地都市圏における視聴率等は以下の通り。
| 試合  | 日付           | 放送時間               | 全米   | 全米   | 全米     | テキサス州ヒューストン | テキサス州ヒューストン | カリフォルニア州 ロサンゼルス | カリフォルニア州 ロサンゼルス |
| 試合  | 日付           | 放送時間               | 視聴率 | 占拠率 | 視聴者数 | 視聴率                 | 占拠率                 | 視聴率                        | 占拠率                        |
| ----- | -------------- | ---------------------- | ------ | ------ | -------- | ---------------------- | ---------------------- | ----------------------------- | ----------------------------- |
| 第1戦 | 10月24日（火） | 午後08時04分〜10時40分 | 8.7%   | 15%    | 1497万人 | 28.6%                  | 44%                    | 24.2%                         | 43%                           |
| 第2戦 | 10月25日（水） | 午後08時13分〜00時36分 | 9.2%   | 18%    | 1548万人 | 30.0%                  | 48%                    | 27.5%                         | 47%                           |
| 第3戦 | 10月27日（金） | 午後08時14分〜00時07分 | 8.9%   | 17%    | 1567万人 | 33.3%                  | 55%                    | 24.2%                         | 44%                           |
| 第4戦 | 10月28日（土） | 午後08時14分〜11時27分 | 8.7%   | 17%    | 1540万人 | 32.6%                  | 54%                    | 23.3%                         | 45%                           |
| 第5戦 | 10月29日（日） | 午後08時14分〜01時39分 | 10.5%  | 21%    | 1894万人 | 32.9%                  | 53%                    | 32.8%                         | 52%                           |
| 第6戦 | 10月31日（火） | 午後08時16分〜11時43分 | 12.6%  | 23%    | 2229万人 | 41.8%                  | 60%                    | 30.9%                         | 53%                           |
| 第7戦 | 11月01日（水） | 午後08時14分〜00時12分 | 15.8%  | 28%    | 2824万人 | 47.1%                  | 66%                    | 36.7%                         | 56%                           |
| 平均  | 平均           | 平均                   | 10.7%  | 20%    | 1890万人 | 35.3%                  | 55%                    | 不明                          | 不明                          |

| 今シリーズ | 今シリーズ | 今シリーズ | 前年からの変動 | 前年からの変動  | 前年からの変動 | 前年からの変動 | 裏番組の最高視聴率                                                     | 裏番組の最高視聴率                                                     | 裏番組の最高視聴率                                                     | 裏番組の最高視聴率                                                     |
| 試合       | 視聴率     | 視聴者数   | 前年視聴率     |                 | 前年視聴者数   |                | 番組                                                                   | 放送局                                                                 | 放送時間                                                               | 視聴率                                                                 |
| 試合       | 視聴率     | 視聴者数   | 前年視聴率     | 変動            | 前年視聴者数   | 変動           | 番組                                                                   | 放送局                                                                 | 放送時間                                                               | 視聴率                                                                 |
| ---------- | ---------- | ---------- | -------------- | --------------- | -------------- | -------------- | ---------------------------------------------------------------------- | ---------------------------------------------------------------------- | ---------------------------------------------------------------------- | ---------------------------------------------------------------------- |
| 第1戦      | 8.7%       | 1497万人   | 11.3%          | 2.3ポイント下降 | 1940万人       | 0443万人減少   | 不明                                                                   | 不明                                                                   | 不明                                                                   | 不明                                                                   |
| 第2戦      | 9.2%       | 1548万人   | 10.2%          | 1.0ポイント下降 | 1740万人       | 0192万人減少   | 不明                                                                   | 不明                                                                   | 不明                                                                   | 不明                                                                   |
| 第3戦      | 8.9%       | 1567万人   | 11.0%          | 2.1ポイント下降 | 1940万人       | 0373万人減少   | 『ブルーブラッド 〜NYPD家族の絆〜』                                    | CBS                                                                    | 午後10時00分〜11時00分                                                 | 5.3%                                                                   |
| 第4戦      | 8.7%       | 1540万人   | 9.3%           | 0.6ポイント下降 | 1670万人       | 0130万人減少   | 『48 Hours』                                                           | CBS                                                                    | 午後10時00分〜11時00分                                                 | 3.1%                                                                   |
| 第5戦      | 10.5%      | 1894万人   | 13.1%          | 2.6ポイント下降 | 2360万人       | 0466万人減少   | 不明                                                                   | 不明                                                                   | 不明                                                                   | 不明                                                                   |
| 第6戦      | 12.6%      | 2229万人   | 13.3%          | 0.7ポイント下降 | 2340万人       | 0111万人減少   | 『NCIS 〜ネイビー犯罪捜査班』                                          | CBS                                                                    | 午後08時00分〜09時00分                                                 | 7.5%                                                                   |
| 第7戦      | 15.8%      | 2824万人   | 21.8%          | 6.0ポイント下降 | 4000万人       | 1176万人減少   | 『サバイバー』                                                         | CBS                                                                    | 午後08時00分〜09時00分                                                 | 4.6%                                                                   |
| 平均       | 10.7%      | 1890万人   | 13.1%          | 2.4ポイント下降 | 2340万人       | 0450万人減少   | ［註］放送時間は東部夏時間。中部夏時間は－1時間、太平洋夏時間は－3時間 | ［註］放送時間は東部夏時間。中部夏時間は－1時間、太平洋夏時間は－3時間 | ［註］放送時間は東部夏時間。中部夏時間は－1時間、太平洋夏時間は－3時間 | ［註］放送時間は東部夏時間。中部夏時間は－1時間、太平洋夏時間は－3時間 |

今シリーズでは、その日どちらのチームが勝つと思うか毎試合前にオルティーズが予想したところ、第6戦まで一度も的中せず全て逆の結果になったことが話題を集めた。第7戦前にはFOXが "Papi Don’t Preach: 0-6 .000 win pct."（「パピの予想が当たらない：6回の予想で的中ゼロの勝率.000」）と画面に表示してオルティーズをイジった。この日の予想を求められたオルティーズは白紙を見せて拒み、なおもロドリゲスやトーマスから煽られると、古巣ボストン・レッドソックスの名を挙げて笑いを誘った。
第6戦にドジャースが勝利したことで第7戦の開催が決まると、FOXのライバル局のうちNBCとCBSがシリーズとの視聴率競争を避けるため、11月1日のドラマ初回放送を翌週に延期して再放送に切り替えた。NBCは『LAW & ORDER:性犯罪特捜班』シーズン19・第6話と『シカゴ P.D.』シーズン5・第6話をそれぞれの同シーズン第1話に、CBSも『SEAL Team/シール・チーム』第6話と『クリミナル・マインド FBI行動分析課』シーズン13・第6話を『SEAL Team/シール・チーム』第2話と第3話に、それぞれ変更した。

### 日本
日本での生中継の放送は、日本放送協会（NHK）の衛星放送チャンネル "BS1" で行われた。実況は高瀬登志彦が、解説は斎藤隆が務め、さらに第3戦のみゲストとして宇宙飛行士の野口聡一も出演した。第3戦開催都市テキサス州ヒューストンにはアメリカ航空宇宙局のジョンソン宇宙センターがあり、野口は1996年から同市に在住しているため「地元としては、ぜひアストロズに勝ってもらいたい」と話した。斎藤は2006年から2008年までドジャースに在籍していたため「OBとしては、今年こそはトロフィーに手が届くのではないかと思って」観ていたといい、またアストロズについては、先発投手をリリーフに投入する戦いぶりを自身も出場した2013年の日本シリーズでの東北楽天ゴールデンイーグルスに重ね合わせた。

### キューバ

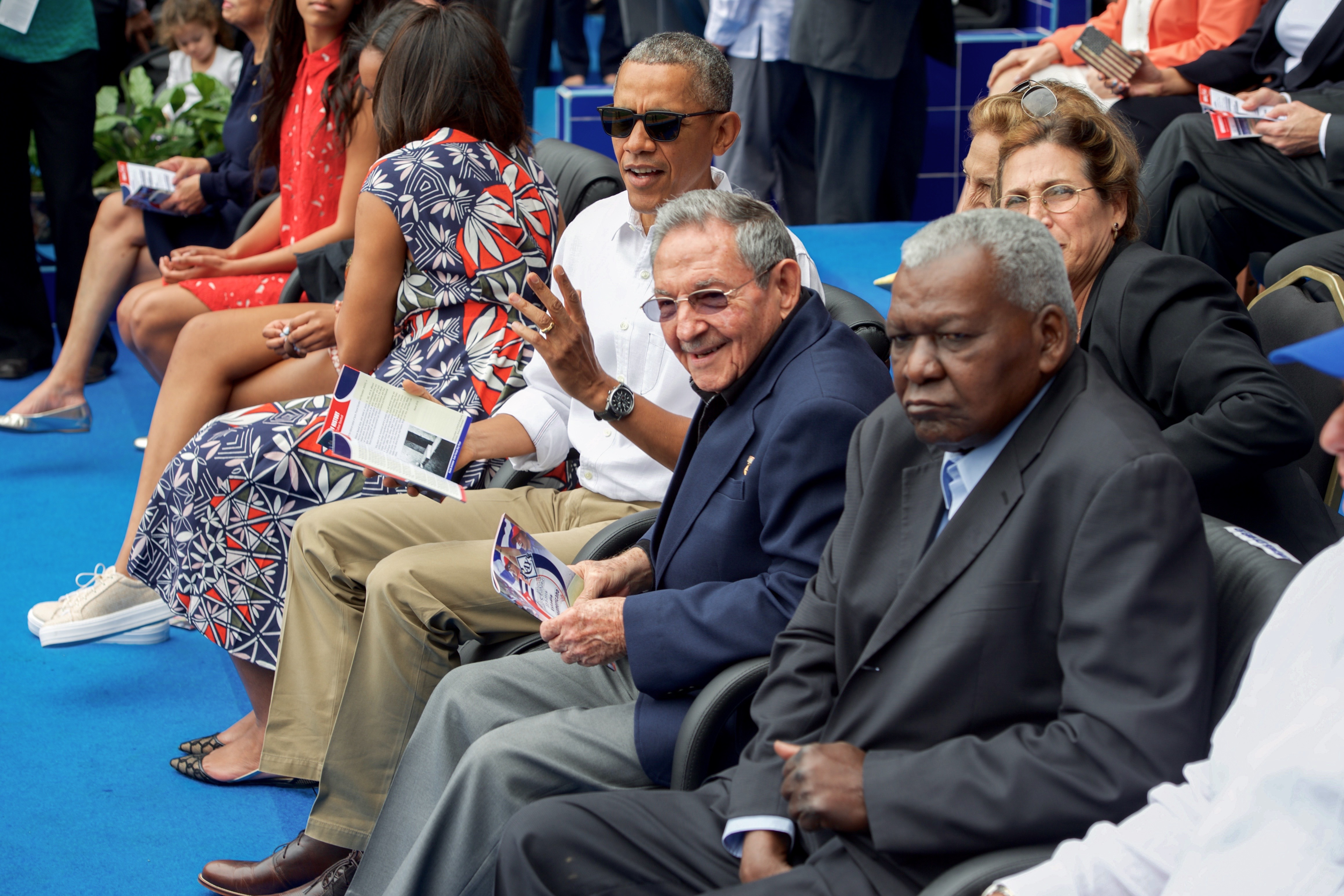
（奥から手前へ）アメリカ合衆国大統領バラク・オバマ、キューバ国家評議会議長ラウル・カストロ、キューバ人民権力全国会議議長エステバン・ラソ・エルナンデス。キューバの首都ハバナで2016年3月、タンパベイ・レイズ対キューバ代表の親善試合を並んで観戦している。この翌年、キューバではおよそ60年ぶりにワールドシリーズがテレビ中継された

キューバでは、国営ラジオ・テレビ協会傘下のチャンネル "テレ・レベルデ" で1日遅れの録画中継が放送された。同国においてシリーズ中継がテレビ放送されたのはおよそ60年ぶりとなる。
キューバは1959年1月の革命成立とその後の社会主義的政策により、アメリカ合衆国との国交を断絶された。革命指導者フィデル・カストロは首相就任後の1962年1月、スポーツのプロ制度を廃止した。これにより、キューバ国内の選手は国家公務員としてプレイするステート・アマとなった。一方、アメリカ合衆国は経済制裁を発動した。対敵通商法の適用によって合衆国企業とキューバ人との商取引は原則として禁じられ、キューバ人が適用除外となるためには、財務省傘下の外国資産管理局による他国永住権保持認定が求められた。その結果、キューバの野球選手はMLB球団と契約したければ、国を捨てて亡命することが必要になった。キューバのメディアは亡命選手を時に糾弾し、時に存在していないかのごとく黙殺した。こうして国内テレビ局によるMLB中継は途絶えた。一部の野球ファンは20年ほど前から、業者に月額8兌換ペソを支払い、海外のMLB中継番組を違法視聴するようになっていた。
2009年、バラク・オバマのアメリカ合衆国大統領就任以降、両国関係の改善が模索された。国内テレビ局によるMLB中継は2013年に始まった。放送は、日曜日のみの週1回から日曜日・水曜日・金曜日の週3回へと拡充していったが、亡命選手を抱える球団の試合は除外された。亡命選手の扱いは難解な問題だった。しかし "キューバの雪解け" と称される両国の国交正常化を受け、2015年12月にはヤシエル・プイグやホセ・アブレイユら4人の亡命選手が、クレイトン・カーショウら他国選手とともにMLB親善使節団の一員としてキューバを訪問した。2016年3月にはオバマのキューバ訪問に合わせて、同国首都ハバナのエスタディオ・ラティーノアメリカーノでタンパベイ・レイズとキューバ代表の親善試合が開催され、その模様はキューバ国内でもテレ・レベルデで中継された。この試合ではレイズのデイロン・ヴァローナが、キューバからの亡命後に同国開催試合に出場した史上初の選手となった。
2017年10月になると、キューバのメディアでは亡命選手が肯定的に触れられるようになった。ナショナルリーグ優勝決定戦の第1戦は、亡命選手のプイグがドジャースの一員として出場していたにもかかわらず、テレ・レベルデで4日後に録画中継された。また、共産党中央委員会の機関紙『グランマ』では、プイグやユリ・グリエル、アロルディス・チャップマンら亡命選手の活躍が称賛された。そして今ワールドシリーズにはプイグやグリエルが出場し、その模様が1日遅れで放送された。こうした姿勢転換の理由のひとつが、キューバ国内における野球人気の低落傾向である。国内リーグ "セリエ・ナシオナル・デ・ベイスボル" はトップ選手の相次ぐ亡命で魅力を失い、亡命選手が出場するMLBの試合は放送がされない。そのためテレビでは欧州サッカー中継が放送されて人気を博すようになり、野球は国技の座を失いつつあるという。また、政府による亡命選手関連情報の遮断が難しくなってきたのも、理由として挙げられる。